# Bielik amerykański
Bielik amerykański (Haliaeetus leucocephalus) – gatunek drapieżnego ptaka z rodziny jastrzębiowatych (Accipitridae), występujący w Ameryce Północnej. Jako symbol narodowy Stanów Zjednoczonych jest najbardziej rozpoznawalnym północnoamerykańskim ptakiem. Zasięg występowania obejmuje Kanadę i Alaskę, 48 kontynentalnych stanów USA oraz Meksyk. Jest spotykany nad otwartą wodą w pobliżu dużych zbiorników wodnych (np. jezior) lub nad oceanem. Gniazda zakłada na starych drzewach. Wyróżnia się dwa podgatunki.
Haliaeetus leucocephalus to duży ptak o długości ciała od 71 do 96 cm, z rozpiętością skrzydeł od 168 do 244 cm, oraz masą od 3 do 6,3 kg. Samice o około 25% większe niż samce. Upierzenie ciała dorosłych osobników jest brązowe, mają białą głowę i ogon, jasnożółte tęczówki i szpony oraz mocno zakrzywiony dziób. Podrostki całkowicie brązowe poza żółtymi stopami. Samce i samice identyczne pod względem upierzenia. Żywią się głównie rybami, ale są konsumentami oportunistycznymi. Polują na ryby, wykorzystując lot opadający i wyciągając je z wody za pomocą szponów. Osiągają dojrzałość płciową w wieku czterech lub pięciu lat. Na wolności dożywają do lat trzydziestu, ale zwykle żyją dłużej w niewoli. Budują największe gniazda ze wszystkich ptaków występujących w Ameryce Północnej. Głębokość konstrukcji dochodzi do 4 metrów, szerokość do 2,5 metra, masa do 1 tony.
Pod koniec XX wieku gatunek był na skraju wymarcia na terenie Stanów Zjednoczonych (z wyjątkiem Alaski, gdzie jego populacja rosła, podobnie jak i w Kanadzie), ale obecnie liczebność utrzymuje się na stabilnym poziomie. 12 lipca 1995 bielik amerykański został oficjalnie przeklasyfikowany przez „United States Fish and Wildlife Service” z kategorii „zagrożony” (ang. endangered – EN) na „narażony” (ang. vulnerable – VU). 6 lipca 1999 zapoczątkowano inicjatywę To Remove the Bald Eagle in the Lower 48 States From the List of Endangered and Threatened Wildlife („Zdjęcie bielika amerykańskiego z listy zagrożonych gatunków na terenie 48 stanów USA”). 28 lipca 2007 został usunięty z rządowej listy zagrożonych gatunków.

## Systematyka
Bielik amerykański był jednym z wielu gatunków pierwotnie opisanych przez szwedzkiego przyrodnika Karola Linneusza w jego XVIII-wiecznej pracy – Systema Naturae. Został przez niego pierwotnie umieszczony w rodzinie sokołowatych (Falconidae) pod nazwą Falco leucocephalus.
Ptak ten wyglądem bardzo przypomina euroazjatyckiego bielika (Haliaeetus albicilla), co doprowadziło badaczy do wniosku, że te gatunki musiały w przeszłości mieć wspólnego przodka, a ich linie rozwojowe rozdzieliły się w wyniku odizolowania populacji we wczesnym miocenie (najwcześniej 10 mln lat temu). Ale możliwe także, że stało się to dużo wcześniej, we wczesnym lub środkowym oligocenie – 28 mln lat temu, jeśli najstarsze znalezione skamieniałości są prawidłowo kojarzone z tym rodzajem. Do rozejścia się linii rodowych obu gatunków doszło prawdopodobnie nad północną częścią Oceanu Spokojnego (specjacja allopatryczna). Bielik egzystował w Azji i Europie, natomiast bielik amerykański w Ameryce Północnej. Gatunki różnią się jedynie ubarwieniem głowy, która u euroazjatyckiego bielika jest jasna z motywami brązu oraz kolorem grzbietu i brzucha – które są u tego ptaka ciemnobrązowe. Rozmiary obu gatunków są podobne.

### Etymologia nazwy

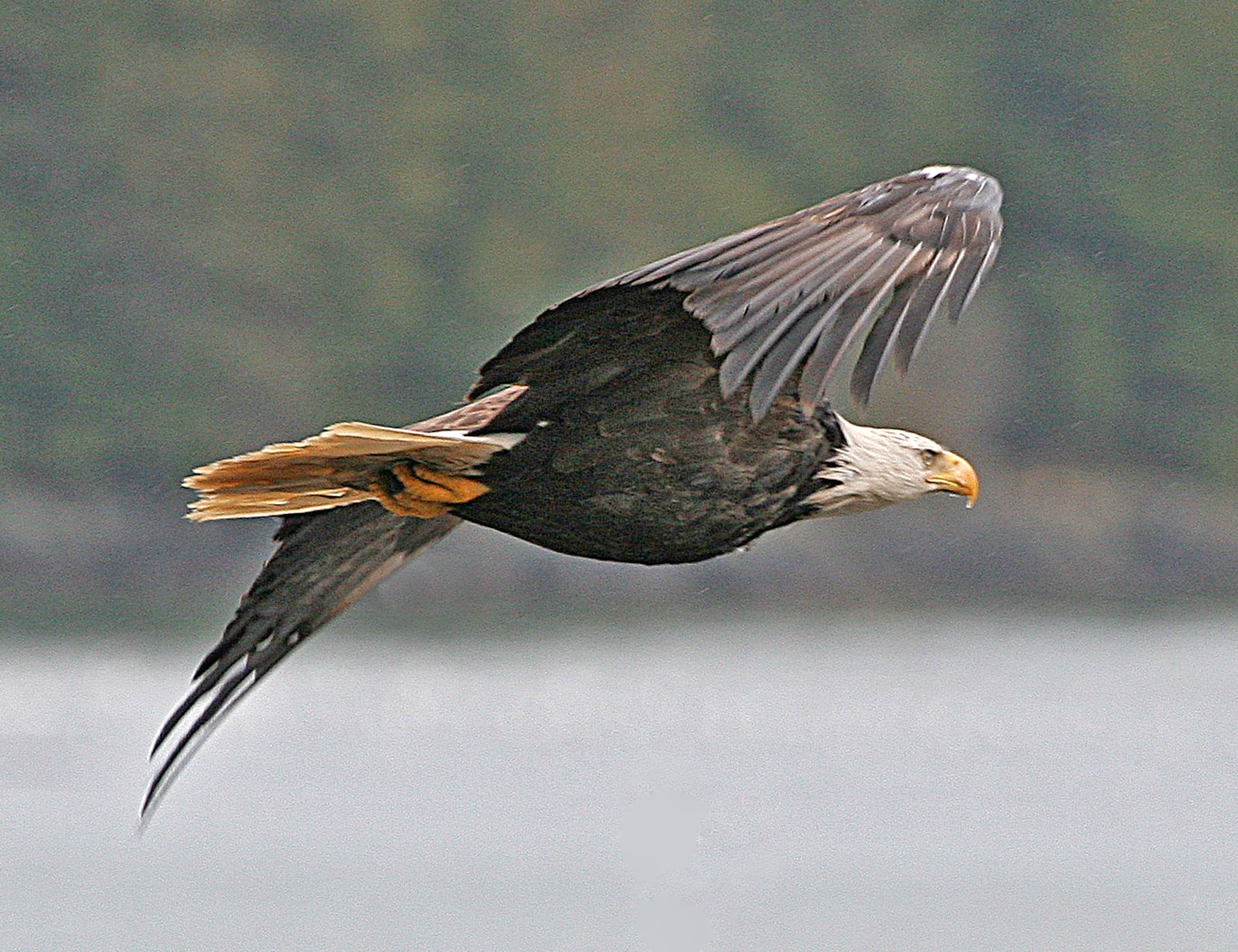
Podgatunek H. l. washingtoniensis w locie; Alaska

Polska zwyczajowa nazwa gatunkowa nawiązuje do miejsca jego wyłącznego występowania – kontynentu amerykańskiego. Angielska nazwa gatunkowa – Bald Eagle pochodzi od charakterystycznego wyglądu głowy dorosłych osobników. Słowo bald pochodzi od piebald i odnosi się do białych piór głowy i ogona, kontrastujących z ciemniejszym upierzeniem ciała; nie chodzi więc o brak piór, co sugerowało by współczesne tłumaczenie słowa bald – łysy. Słowo Eagle oznacza natomiast „orzeł”. Naukowa nazwa rodzaju – Haliaeetus oznacza: „orzeł morski” (z klasycznego języka greckiego: haliaetos). Natomiast epitet gatunkowy leucocephalus to latynizm z greki klasycznej znaczący: biała głowa – z greckiego λευκος leukos („biały”, „jasny”, „błyszczący”, „połyskliwy”) i κεφαλη kephale („głowa”).

## Morfologia
Upierzenie dorosłego osobnika równomiernie brązowe poza białą głową i ogonem, który jest umiarkowanie długi i przypomina kształtem klin. Samce i samice identyczne pod względem koloru upierzenia, jednak gatunek wykazuje dymorfizm płciowy co do rozmiarów ciała – samice są większe od samców o 25%. Dziób, stopy i tęczówki jaskrawo żółte. Nogi upierzone, a palce krótkie i silne z dużymi szponami. Wysoce rozwinięte szpony u tylnych palców są używane do przeszywania ważnych obszarów ciała zdobyczy, podczas gdy jest ona przytrzymywana szponami u palców przednich. Dziób duży, haczykowato wygięty, z żółtą woskówką. Dorosły bielik jest nie do pomylenia z żadnym innym ptakiem w swoim rodzimym zasięgu. Blisko spokrewniony bielik afrykański (H. vocifer) (występujący daleko poza zasięgiem bielika amerykańskiego) ma również brązowe ciało (aczkolwiek o nieco bardziej rudym odcieniu), białą głowę i ogon, ale różni się od amerykańskiego posiadaniem białej piersi i czarnej końcówki dzioba.

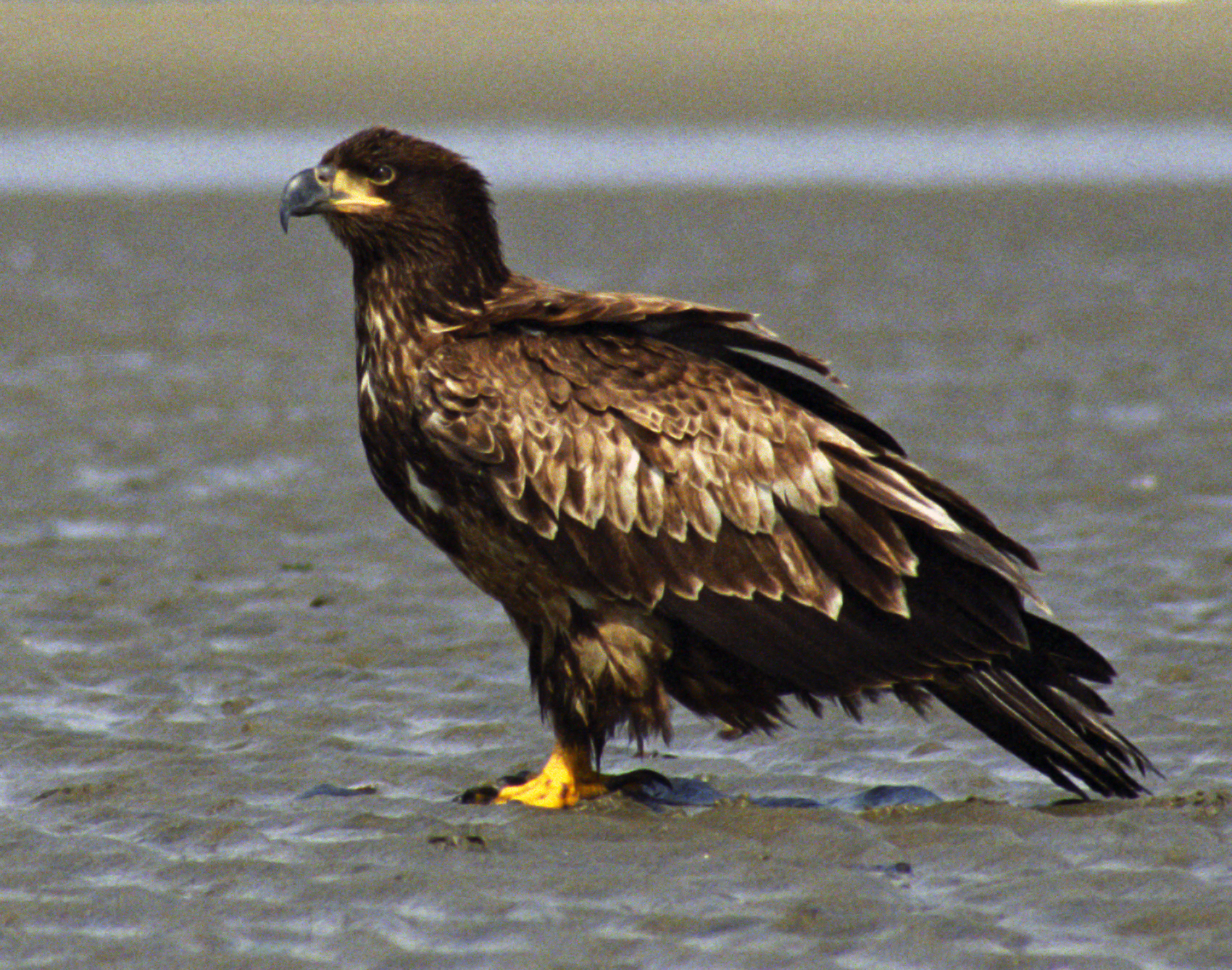
Młody osobnik na piasku

Upierzenie młodych osobników brązowe z białymi cętkami do czasu, aż dożyją pięciu (rzadko czterech, bardzo rzadko trzech) lat życia, wtedy osiągają dojrzałość płciową. Młode bieliki są odróżniane od orłów przednich (Aquila chrysaetos) po bardziej odstającej głowie z większym dziobem, równych skrzydłach, które są opuszczone (nie odrobinę podniesione, jak u orła przedniego) oraz tym, że bieliki amerykańskie trzymają skrzydła podczas lotu bardziej prosto, a ich nogi nie są całkowicie opierzone. Młode mają także jaśniej ubarwione pióra w górnych obszarach ciała, szczególnie powyżej średnich pokryw skrzydłowych. Kolejną cechą wyróżniającą niedojrzałego bielika od dorosłego ptaka jest czarny dziób z żółtą końcówką. Dojrzały osobnik ma całkowicie żółty dziób. Bielik jest czasem uważany za największego prawdziwego drapieżnika rzędu szponiastych (Accipitriformes) w Ameryce Północnej. Jedynym większym gatunkiem podobnym do ptaków drapieżnych jest kondor kalifornijski (Gymnogyps californianus), kondorowaty, który dziś nie jest zwykle uważany za blisko spokrewnionego ze szponiastymi. Jednak orzeł przedni, ważący średnio 4,18 kg, o rozpiętości skrzydeł 63 cm u podgatunku amerykańskiego (A. c. canadensis), jest zaledwie 455 g lżejszy, porównując średnią masę ciała i przewyższa bielika w średniej rozpiętości skrzydeł o około 3 cm. Ponadto bliscy kuzyni bielika, posiadający stosunkowo większą rozpiętość skrzydeł, ale krótszy ogon – bielik zwyczajny i większy bielik olbrzymi (H. pelagicus) – mogą rzadko zalatywać na wybrzeże Alaski z Azji.
Długość ciała mieści się w granicach od 71 do 96 cm. Rozpiętość skrzydeł dorosłych samic dochodzi do 2,44 m długości, podczas gdy dorosłych osobników męskich do 1,68 m. Dojrzałe samice ważą około 5,8 kg, samce 4,1 kg. Zgodnie z regułą Bergmanna wielkość tych ptaków zmienia się wraz z lokalizacją, rozmiar wzrasta im dalej od równika i tropików. Bieliki z Karoliny Południowej mają średnią masę 3,27 kg i 1,88 m rozpiętości skrzydeł, co jest wartością mniejszą niż ich północni kuzyni. Jeden z przewodników terenowych na Florydzie wymieniał tam równie małą masę bielików, około 4,13 kg. Wśród ptaków średniej wielkości, stwierdzono, że 117 bielików migrujących w Parku Narodowym Glacier waży średnio 4,22 kg, ale były to głównie młode ptaki. W tym przypadku 6 osobników dorosłych ważyło średnio 4,3 kg.
Zimujące bieliki w Arizonie (zimą ich masa jest największa w ciągu roku, ponieważ jak wiele ptaków drapieżnych spędzają najwięcej czasu na żerowaniu) ważą średnio 4,74 kg. Największe bieliki pochodzą z Alaski, gdzie duże samice mogą ważyć ponad 7 kg i mieć rozpiętość skrzydeł 2,44 m. Badanie masy dorosłych ptaków na Alasce wykazało, że samice ważyły średnio 5,35 kg, a samce 4,23 kg w porównaniu do średniej wagi niedojrzałych osobników która wynosiła odpowiednio 5,09 kg i 4,05 kg. Jedna z dużych samic ważyła 7,4 kg. R.S. Palmer odnotował wzmiankę z 1876 z hrabstwa Wyoming w Nowym Jorku o ogromnej samicy bielika amerykańskiego, którą zastrzelono; jej rozmiar zmierzono na 8,2 kg. Przy standardowych pomiarach rozpiętość skrzydeł jest w granicach 51,5–69 cm, ogona 23–37 cm, a stępu od 8 do 11 cm. Wierzchołek dzioba (culmen) w zakresie od 3 do 7,5 cm (mierzone w linii prostej od czubka dzioba do punktu gdzie zaczyna się upierzenie), natomiast długość od środka krajca do końca dzioba wynosi 7–9 cm. Rozmiar dzioba różni się w obrębie gatunku, ponieważ u bielików z Alaski mogą być nawet dwukrotnie dłuższe niż dzioby „południowych ptaków” (np. z Georgii, Luizjany, Florydy).

## Występowanie

### Środowisko

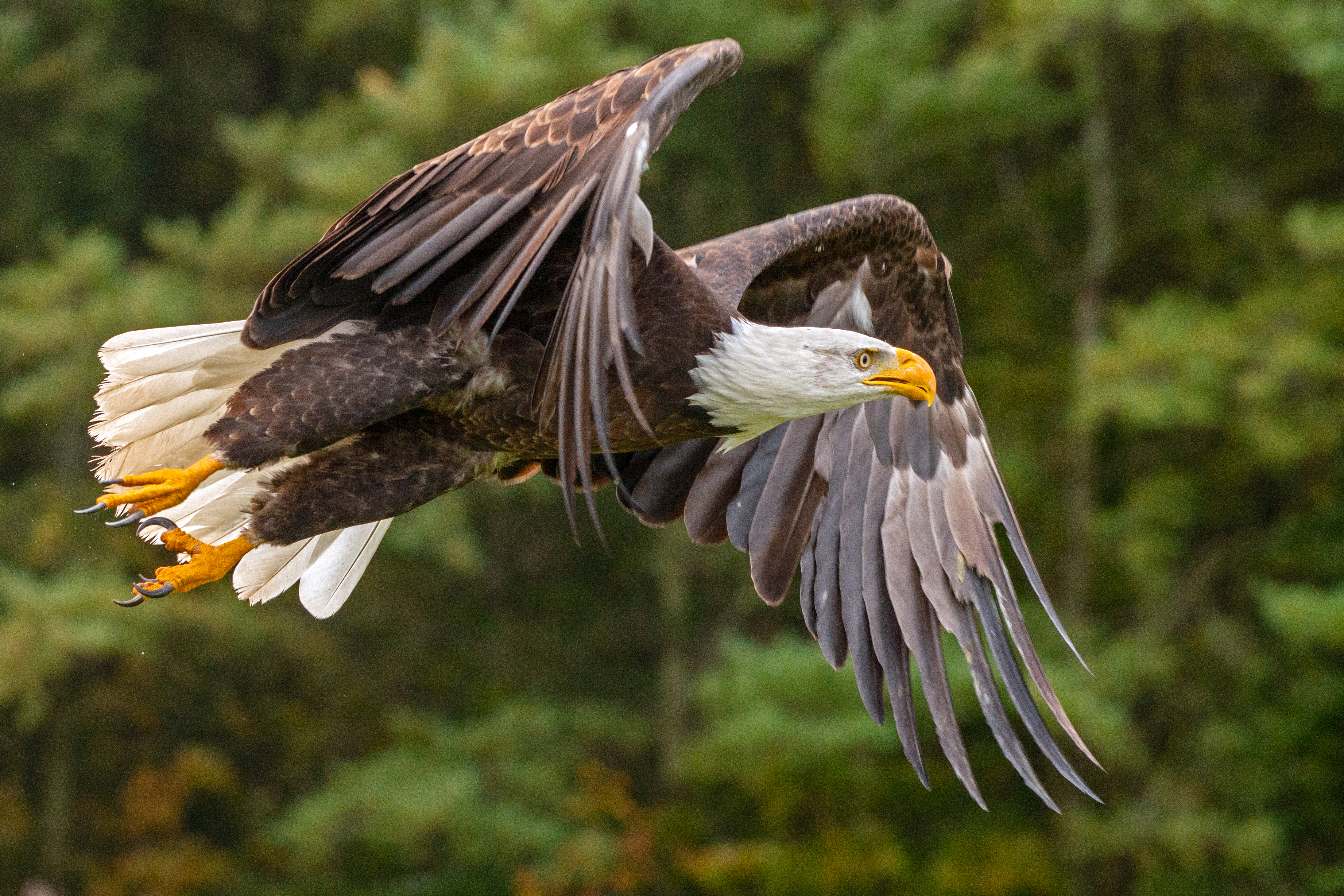
Bielik amerykański w locie, Ontario w Kanadzie

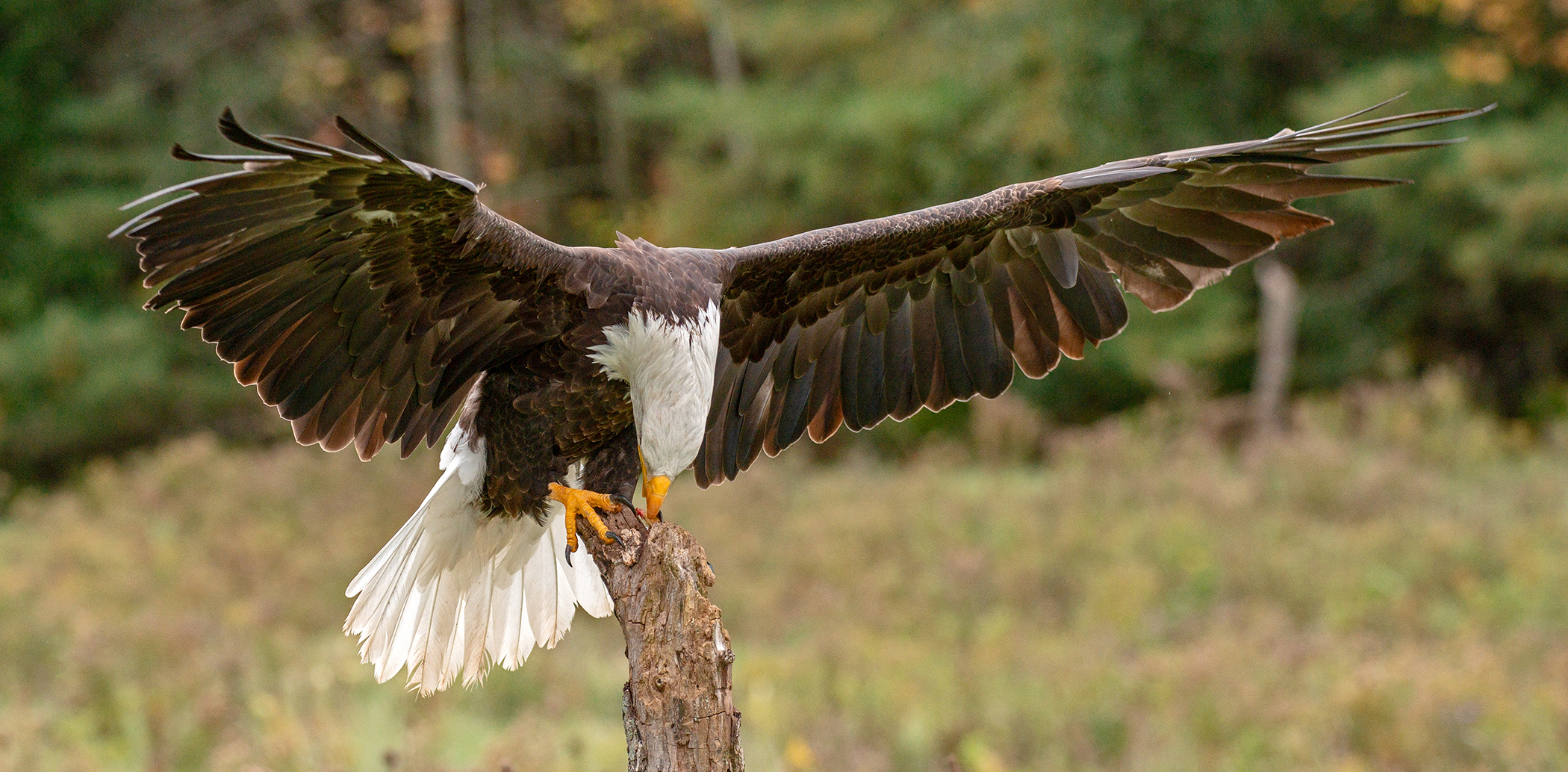
Podczas szkolenia w Canadian Raptor Conservancy, placówce licencjonowanej przez prowincję Ontario

Bielik występuje w okresie lęgowym w praktycznie każdym środowisku wodno-bagiennym w Ameryce, takim jak wybrzeża, rzeki, duże jeziora lub bagna lub inne duże akweny z dużą ilością ryb. Badania wykazały, że preferowane są akweny o obwodzie większym niż 11 km, a jeziora o powierzchni większej niż 10 km² są optymalne dla gniazdujących bielików.
Bielik zwykle wymaga starych i dojrzałych drzewostanów drzew iglastych lub liściastych do usadowienia się, nocowania i gniazdowania. Gatunek drzewa jest mniej ważny dla pary bielików niż jego wysokość, kompozycja i lokalizacja. Być może kluczowe znaczenie dla tego gatunku ma obfitość stosunkowo dużych drzew otaczających zbiornik wodny. Wybrane drzewa muszą mieć dobrą widoczność, ponad 20 m wysokości, otwartą strukturę i rosnąć blisko łowisk. Jeśli drzewa służące do założenia gniazda znajdują się w stojącej wodzie, na przykład na bagnach namorzynowych, gniazdo może znajdować się dość nisko, na wysokości 6 m nad ziemią. W bardziej typowym przypadku drzewa stojącego na suchym gruncie, gniazda mogą znajdować się na wysokości od 16 do 38 m. W zatoce Chesapeake drzewa, na których bieliki zakładają gniazda, mają średnicę 82 cm i całkowitą wysokość 28 m, podczas gdy na Florydzie przeciętne drzewo lęgowe ma 23 m wysokości i 23 cm średnicy. Drzewa wykorzystywane do gniazdowania w obszarze Greater Yellowstone mają średnio 27 m wysokości. Drzewa lub lasy wykorzystywane do gniazdowania powinny mieć baldachimy okrywające nie więcej niż 60% i nie mniej niż 20% powierzchni ziemi oraz znajdować się w pobliżu wody. Większość gniazd znaleziono w odległości 200 m od otwartej wody. Największa odległość od wód otwartych odnotowana dla gniazda bielika amerykańskiego wyniosła ponad 3 km (gniazdo znajdowało się na Florydzie).
Gniazda bielików są często bardzo duże, ze względu na wielkość ptaków. Największe odnotowane gniazdo znaleziono na Florydzie w 1963 i zmierzono na prawie 10 stóp szerokości i 20 stóp głębokości.
Na Florydzie siedliska lęgowe często składają się z bagien namorzynowych, obszarów przy linii brzegowych jezior i rzek, wysepek, sezonowo zalewanych flatwoods, rozlewisk oraz otwartych prerii i pastwisk z rozproszonymi wysokimi drzewami. Ulubionymi drzewami do gniazdowania są rosnące na Florydzie: sosna Eliotta (Pinus elliottii), sosna długoigielna (P. palustris), sosna taeda (P. taeda) i drzewa cyprysowe, ale na południowych obszarach przybrzeżnych zwykle używają namorzynów. W Wyoming, gaje dojrzałych drzew bawełnianych lub wysokich sosen występujących wzdłuż strumieni i rzek są typowym siedliskiem gniazdujących bielików. Bieliki z Wyoming mogą zamieszkiwać typy siedlisk od dużych, starych drzewostanów sosny żółtej (Pinus ponderosa) do wąskich pasm drzew nadbrzeżnych otoczonych rangelandem. Na południowo-wschodniej Alasce świerki sitkajskie (Picea sitchensis) stanowią 78% drzew wykorzystywanych przez bieliki, następne są choiny (Tsuga) które stanowią 20%. Coraz częściej bieliki gniazdują w pobliżu w sztucznych zbiorników z rybami.

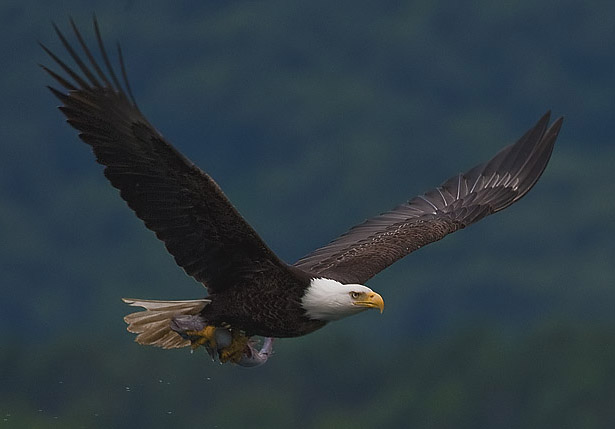
Ze świeżo schwytaną rybą w Kodiak

Jest szczególnie wrażliwy na działalność człowieka, dlatego występuje przede wszystkim na obszarach wolnych od jego działalności. Wybiera miejsca oddalone co najmniej o 1,2 km od obszarów niewielkiej działalności człowieka i 1,8 km od obszarów intensywniejszej działalności ludzkiej. Jednak bieliki od czasu do czasu gnieżdżą się w ujściach wielkich rzek lub cichych zalesionych obszarach w dużych miastach, takich jak wyspa Hardtack nad rzeką Willamette w Portlandzie, stan Oregon lub Narodowy rezerwat przyrody Johna Heinza w Tinicum w Filadelfii, Pensylwania, które są otoczone dużymi centrami aktywności ludzi. Ponadto, nawet bardziej w opozycji do normalnego zachowania bielików, jedna z rodzin ptasich przeniosła się w okolice Harlemu w Nowym Jorku w 2010.
Podczas zimowania bieliki są mniej wybredne w stosunku do zajmowanego siedliska oraz niepokojenia ze strony ludzi. Zwykle gromadzą się w miejscach z licznymi wysokimi stanowiskami do obserwacji otoczenia i wodami obfitującymi w pożywienie oraz (w klimacie północnym) częściowo niezamarzniętymi wodami. Alternatywnie, niewyprowadzające lęgów lub zimujące bieliki, szczególnie na obszarach pozbawionych wpływów człowieka, spędzają czas w różnych wyżynnych, lądowych siedliskach, czasami dość daleko od dróg wodnych. W północnej części Ameryki Północnej (szczególnie w części wewnętrznej) zamieszkiwanie tych miejsc przez bieliki amerykańskie jest szczególnie powszechne, ponieważ niezamarznięta woda jest często niedostępna. Siedliska zimowania na wyżej położonych obszarach często składają się z siedlisk otwartych z koncentracją średnich ssaków. Są to miejsca takie jak prerie, łąki czy tundra, lub otwarte lasy z regularnym dostępem do padliny.

### Zasięg występowania
Jego naturalne środowisko to znaczna część Ameryki Północnej, w tym większa część Kanady, cały obszar kontynentalny Stanów Zjednoczonych oraz północny Meksyk. To jedyny bielik występujący wyłącznie w Ameryce Północnej. Ptak jest zdolny przeżyć w różnorodnych siedliskach – od zanieczyszczonych rzek Luizjany po Pustynię Sonorę i wschodnie lasy liściaste Quebecu oraz Nowej Anglii. Ptaki występujące na północy migrują, podczas gdy podgatunek południowy rezyduje, nierzadko pozostając na terytorium rozrodczym przez cały rok. Chociaż wcześniej populacja bielika amerykańskiego odbudowywała się, teraz jej liczebność zaczęła spadać na obszarze Alaski, na Aleutach oraz w północnej i wschodniej Kanadzie i Florydzie.
Zdarzało się, że bielik amerykański zalatywał do Irlandii, gdzie odnotowano go dwukrotnie. Po raz pierwszy młodego osobnika tego gatunku zastrzelono nielegalnie w hrabstwie Fermanagh 11 stycznia 1973 (uznano go błędnie za bielika). Był to pierwszy przypadek odnotowania tego gatunku po wschodniej stronie Oceanu Atlantyckiego. Po raz drugi wyczerpanego młodego bielika amerykańskiego schwytano w Hrabstwie Kerry 15 listopada 1987.
Zimą bieliki amerykańskie zbierają się w miejscach obfitujących w pożywienie. Na przykład od połowy listopada do lutego, od tysiąca do dwóch tysięcy osobników zimuje w okolicy Squamish i Brackendale, w Kolumbii Brytyjskiej, w połowie drogi między Vancouver i Whistler. Ptaki zbierają się tam głównie wzdłuż rzek Squamish, Mamquam i Cheakamus, gdzie polują na łososie odbywające tarło.

## Pożywienie

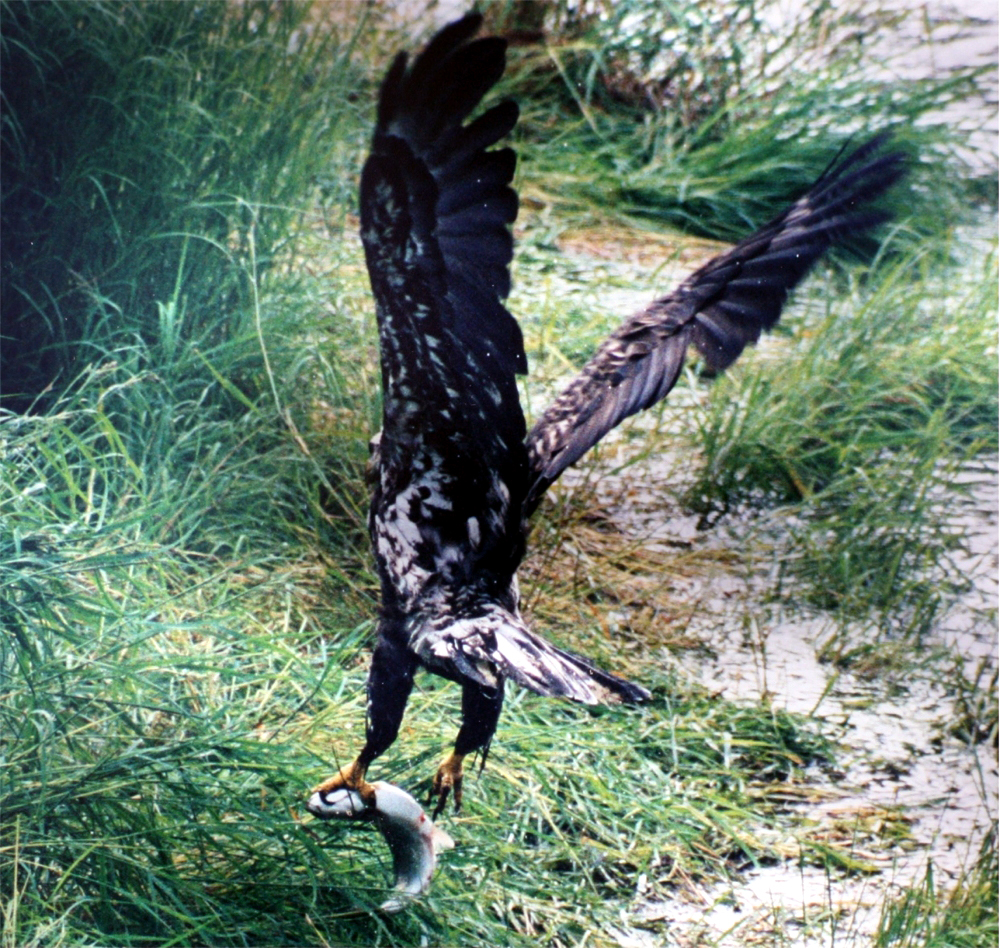
Młody osobnik z łososiem, Katmai National Park, Alaska

Bielik to oportunistyczny mięsożerca, który może polować na różne ofiary. Na większość diety tych ptaków, na całym obszarze występowania, zwykle składają się ryby. W dwudziestu badaniach dotyczących nawyków żywieniowych, ryby stanowiły 56% pożywienia gniazdujących bielików, ptaki 28%, ssaki 14%, inne 2%. Do zakresu zwierzyny na które polują bieliki zalicza się ponad 200 gatunków, co jest wartością o wiele większą niż u odpowiednika tego ptaka na Starym Kontynencie, bielika zwyczajnego. Pomimo znacznie niższej populacji w stosunku do innych szponiastych ptaków Ameryki Północnej, bielik amerykański zajmuje drugie miejsce, niewiele za myszołowem rdzawosternym, pod względem liczby odnotowanych gatunków na które poluje.
W południowo-wschodniej Alasce ryby stanowią około 66% całorocznej diety bielików i 78% zdobyczy przyniesionej do gniazda przez rodziców. Ryby, dla bielików żyjących w ujściu rzeki Columbia w Oregonie, stanowiły 90% pożywienia. W diecie bielika odnotowano co najmniej 100 gatunków ryb. Na północno-zachodnim Pacyfiku odbywające tarło pstrągi i łososie stanowią większość diety bielików amerykańskich od późnego lata do jesieni. Bieliki południowo-wschodniej Alaski w dużej mierze polują na gorbusza (Oncorhynchus gorbuscha), kiżucza (O. kisutch) i, bardziej regionalnie, nerkę (O. nerka). Czawyczą (O. tshawytscha), ze względu na duży rozmiar (osobniki dorosłe ważą od 12 do 18 kg) prawdopodobnie żywią się wyłącznie jako padliną. W ujściach rzek i na płytkich wybrzeżach południowej Alaski ważną część diety stanowią również śledzie pacyficzne (Clupea pallasii), dobijaki pacyficzne (Ammodytes hexapterus) i olakony (Thaleichthys pacificus).
W ujściu rzeki Columbia w stanie Oregon najważniejszymi gatunkami łownymi były Catostomus macrocheilus (17,3% wszystkich zdobyczy), aloza amerykańska (Alosa sapidissima; 13%) i karp (Cyprinus carpio; 10,8%). Bieliki żyjące w Zatoce Chesapeake w Maryland, przetrwały na pożywieniu składającym się w dużej mierze z Dorosoma cepedianum, Dorosoma petenense i moronie białej (Morone chrysops). Stwierdzono, że bieliki florydyjskie żerują na sumach, najczęściej na sumikach karłowatych (Ameiurus nebulosus) i wszelkich gatunkach z rodzaju Ictalurus, a także na mugilowate, pstrągi, belonowate i węgorzokształtne. Zimujące orły na rzece Platte w stanie Nebraska żerują głównie na Dorosoma cepedianum i karpiach. Z obserwacji prowadzonych przy rzece Columbia wynika, że 58% ryb zostało złapanych żywych przez orła, 24% zostało złowionych jako padlina, a 18% zostało przechwyconych od innych zwierząt.

Bielik żeruje na sumach i innych rybach. Obraz: John James Audubon

Nawet bieliki żyjące w stosunkowo suchych regionach nadal zwykle polegają głównie na pożywieniu rybnym. W Sonorze (Meksyk) i Arizonie odpowiednio 77% i ponad 73% resztek ofiar w gniazdach pochodziło od ryb, głównie różnych sumów i pstrągów tęczowych (Oncorhynchus mykiss). Ryby, na które polują bieliki, są często dość duże. Podczas eksperymentu przeprowadzonego w sezonie rozrodczym nad jeziorem Britton w Kalifornii, gdy bieliki miały do wyboru ryby różnych rozmiarów, te mierzące od 34 do 38 cm były wybierane w 71,8%, natomiast te o rozmiarach 23–27,5 w 25% przypadków. W gniazdach w pobliżu Jeziora Górnego, szczątki ryb (głównie z rodzaju Catostomus) miały około 35,4 cm długości całkowitej. U ujścia rzeki Columbia rozmiar większości żerujących bielików szacowano na od 30 do 60 cm, a karpi na które polowały do 86 cm. O wiele większe ryby morskie takie jak halibut pacyficzny (Hippoglossus stenolepis) i żarłacz żółty (Negaprion brevirostris) są również poławiane jednak prawdopodobnie tylko jako młode, niewielkie osobniki lub jako padlina. 

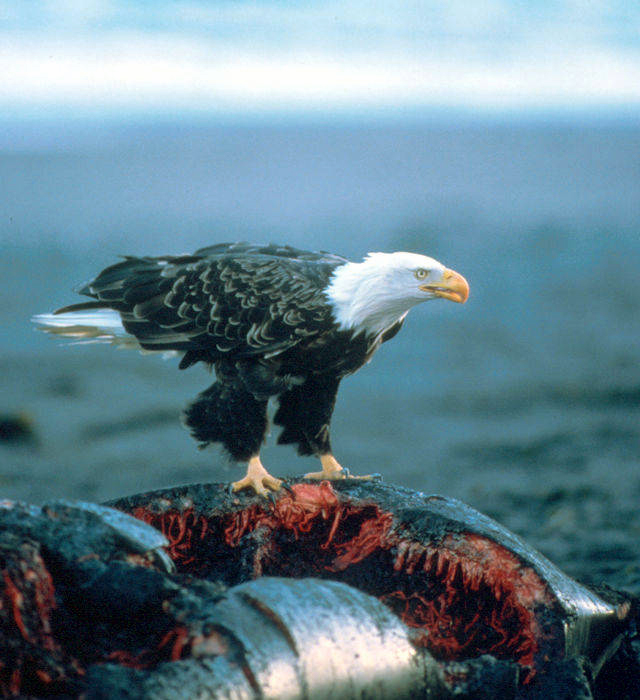
Bielik na padlinie wieloryba.

Ryby strefy bentonicznej takie jak sum są zwykle spożywane już padłe, gdy unoszą się na powierzchni wody. Jednak gdy pływają na otwartym morzu, mogą być bardziej podatne na atak drapieżników, ponieważ ich oczy są skierowane ku dołowi. Bieliki regularnie polują przy turbinach wodnych, które dostarczają im okaleczonych i ogłuszonych lub martwych ryb, łatwych do upolowania. Czasami bieliki śledzą też drapieżniki, które zostawiają po sobie fragmenty ciał martwych ryb, takie jak niedżwiedzie brunatne (Ursus arctos), wilki szare (Canis lupus) i lisy rude (Vulpes vulpes). Po tarle łososia na Północnym Pacyfiku, występujące tam bieliki żywią się niemal wyłącznie martwymi łososiami. Bieliki w stanie Waszyngton potrzebują by przeżyć 489 g ryb każdego dnia, przy czym dorosłe osobniki na ogół spożywają więcej niż młode, co zmniejsza potencjalny niedobór energii w okresie zimowym i zwiększa przeżywalność.
Poza rybami kolejną ważną bazą pokarmową bielików są inne ptaki wodne. Udział tych ptaków w diecie orłów jest zmienny, w zależności od ilości i dostępności ryb przy powierzchni wody. Ptactwo wodne może w niektórych lokalizacjach, sezonowo stanowić od 7% do 80% żeru orłów. Ptaki stanowią najbardziej zróżnicowaną grupę w spektrum ofiar bielika, z odnotowanymi 200 gatunkami na które poluje. Wyjątkowo w rejonie Greater Yellowstone ptaki stanowiły ofiary regularnie, jak ryby przez cały rok, przy czym obie grupy ofiar stanowiły 43% spożywanego pokarmu. Preferowana zdobycz wśród ptaków obejmowała perkozy, kaczki, mewy, łyski, czaple i gęsi.

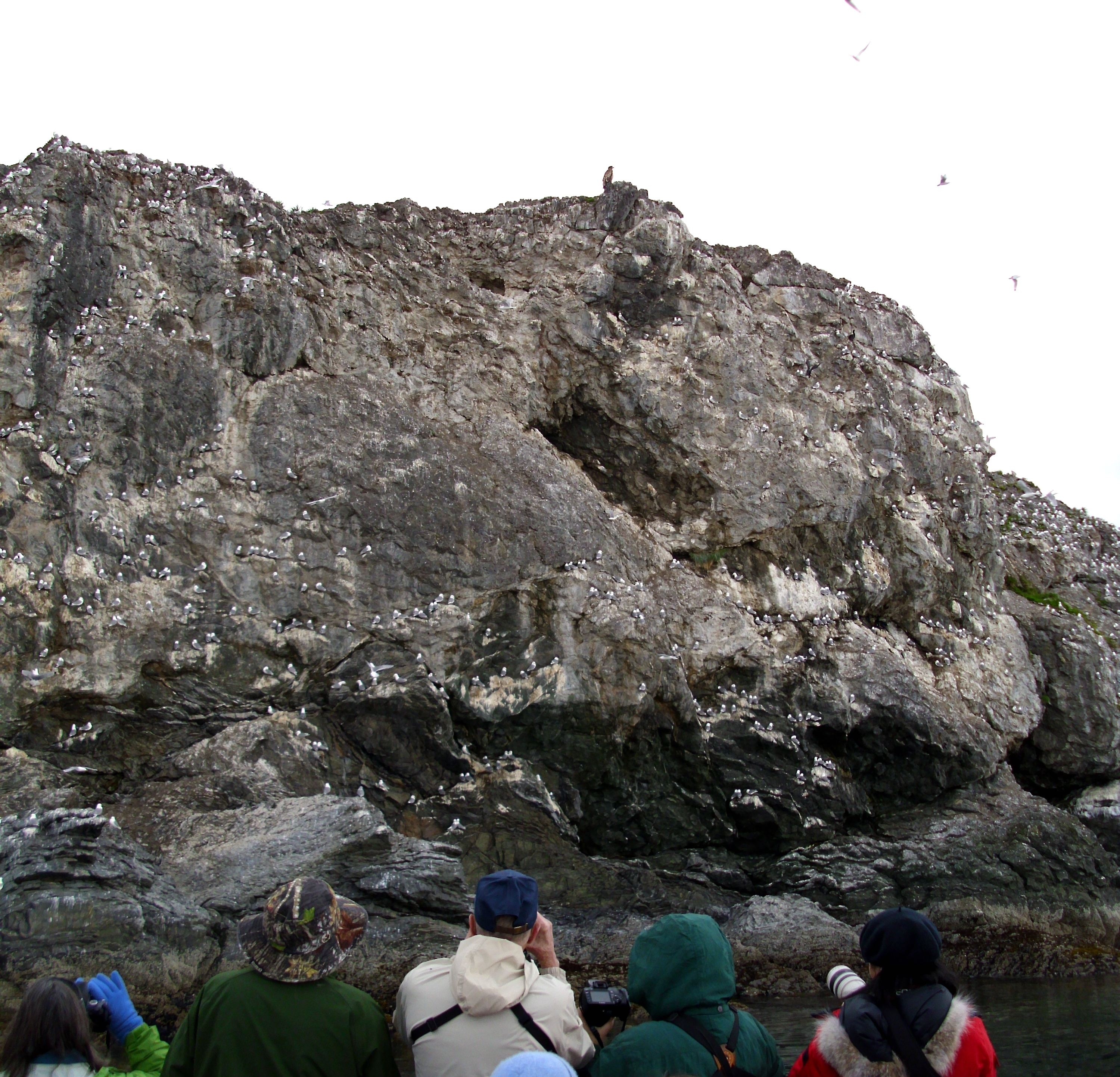
Kolonia lęgowa mew i nurzyków, oraz młody bielik amerykański

Gatunki ptaków najchętniej wybierane przez bieliki są zazwyczaj średniej wielkości, np. perkoz wielki (Aechmophorus occidentalis), krzyżówka (Anas platyrhynchos) czy łyska amerykańska (Fulica americana) ponieważ taka zdobycz jest stosunkowo łatwa do złapania dla znacznie większych bielików i łatwo z nią odlecieć. Mewy popielate (Larus smithsonianus) są ulubionymi gatunkami łownymi dla orłów żyjących wokół Jeziora Górnego Większe ptaki wodne okazjonalnie są też ofiarami, a zimujące śnieżyca cesarska (Chen canagica) i śnieżyca duża (C. caerulescens), które zbierają się w duże grupy, czasami stają się regularną zdobyczą. Wśród innych dużych ptaków wodnych, na które przynajmniej od czasu do czasu polowały bieliki, były także dorosłe osobniki nura lodowca (Gavis immer), mewy siodłatej (Larus marinus), żurawia kanadyjskiego (Grus canadensis), czapli modrej (Ardea herodias), bernikli kanadyjskiej (Branta canadensis), pelikana brunatnego (Pelecanus occidentalis) i młodociane pelikany dzioborogie (P. erythrorhynchos). Kolonie gniazdujących ptaków morskich, takich jak alki, petrele, kormorany, głuptaki zwyczajne (Morus bassanus), rybitwy i mewy, mogą być szczególnie podatny na drapieżnictwo. Ze względu na dużą dostępność i brak możliwości obrony gniazda przez takie gatunki, bieliki są zdolne do żerowania na wymienionych ptakach w każdym wieku, od jaj po dojrzałe osobniki i mogą skutecznie wybić znaczną część kolonii.
Wzdłuż niektórych części wybrzeża Północnego Pacyfiku bieliki, które w przeszłości polowały głównie na ryby kryjące się w wodorostach i dodatkowo młode kałany morskie (Enhydra lutris) polują obecnie głównie na kolonie ptaków morskich, ponieważ ryby (prawdopodobnie z powodu przełowienia) i wydry (przyczyna nieznana) odnotowały gwałtowny spadek populacji, co spowodowało obawy o ochronę ptaków morskich. W związku z tą szerszą drapieżnością niektórzy biolodzy wyrazili zaniepokojenie, że polowania spowodują „kolizje pomiędzy gatunkami chronionymi” z powodu intensywnej drapieżności bielików. Potwierdzono, że orły atakują aktywne nocą, gnieżdżące się w norach gatunki ptaków morskich, takie jak petrele, wykopując ich nory i żerując na wszystkich zwierzętach, które znajdą w środku. Jeśli w pobliżu przelatuje bielik amerykański, ptaki wodne często masowo odlatują, choć w innych przypadkach mogą najwyraźniej ignorować siedzącego orła. Jeśli ptaki znajdują się w kolonii, naraża to ich niezabezpieczone jaja i pisklęta na padlinożerców, takich jak mewy. Zdobycz może być sporadycznie atakowana w locie, a ofiara do wielkości gęsi kanadyjskiej atakowana i zabijana w powietrzu. Wykonano zdjęcia bielika próbującego bezskutecznie polować na znacznie większego dorosłego łabędzia trąbiącego (Cygnus buccinator) w locie. Podczas gdy dorosłe osobniki często aktywnie polują na ptaki wodne, zgrupowane razem, zimujące ptactwo wodne jest często wykorzystywane jako źródło pożywienia poprzez wyławianie padłych osobników, przez niedojrzałe orły, w trudnych zimowych warunkach pogodowych. Odnotowano, że bieliki czasami zabijają inne ptaki drapieżne. W niektórych przypadkach mogą to być ataki w stosunku do konkurencyjnych gatunków lub kleptopasożytnictwo, ale zakończone spożyciem ofiary. Wiadomo, że dziewięć gatunków, szponiastych i sów, padało ofiarą bielików. Gatunki sów będących ofiarami różnią się wielkością od syczonia zachodniego (Megascops kennicotti) do puchacza śnieżnego (Bubo scandiacus). Większe ptaki drapieżne o dziennym trybie życia, o których wiadomo, że padły ofiarą bielików to myszołów rdzawosterny (Buteo jamaicensis), sokół węgrowny (Falco peregrinus), jastrząb zwyczajny (Accipiter gentilis), rybołów (Pandion haliaetus), sępnik czarny (Coragyps atratus) i sępnik różowogłowy (Cathartes aura).

## Tryb życia i zachowanie
Haliaeetus leucocephalus jest znakomitym lotnikiem i unosi się wykorzystując prądy termiczne. Podczas lotu osiąga prędkość 56–70 km/h, natomiast podczas lotu z rybą około 48 km/h. Część populacji migruje, to jednak zależy od warunków środowiska, w którym żyją. Jeśli ptak na swoim terytorium ma dostęp do niezamarzającego zbiornika wodnego, pozostaje nad nim przez cały rok. Jednak jeśli woda zamarza zimą, co uniemożliwia mu zdobycie pożywienia, przenosi się bardziej na południe lub na wybrzeże. Wybiera takie trasy migracji, na których może korzystać z kominów termicznych, prądów wstępujących i zasobów pożywienia. W czasie wędrówki może unosić się na duże wysokości i szybować, dzięki czemu oszczędza energię potrzebną mu na poruszanie skrzydłami. Migruje zazwyczaj podczas dnia, gdy Słońce nasila pionowe ruchy powietrza w atmosferze.

### Głos
Jego głos to zwykle przenikliwy pisk, przerywany przez „chrząknięcia”. Ptaki nie wydają krzyku, jaki zwykle wykorzystywany jest w filmach z ich udziałem. To odgłos myszołowa rdzawosternego (Buteo jamaicensis), który jest tam umieszczany w celu uzyskania lepszego efektu.

### Długość życia

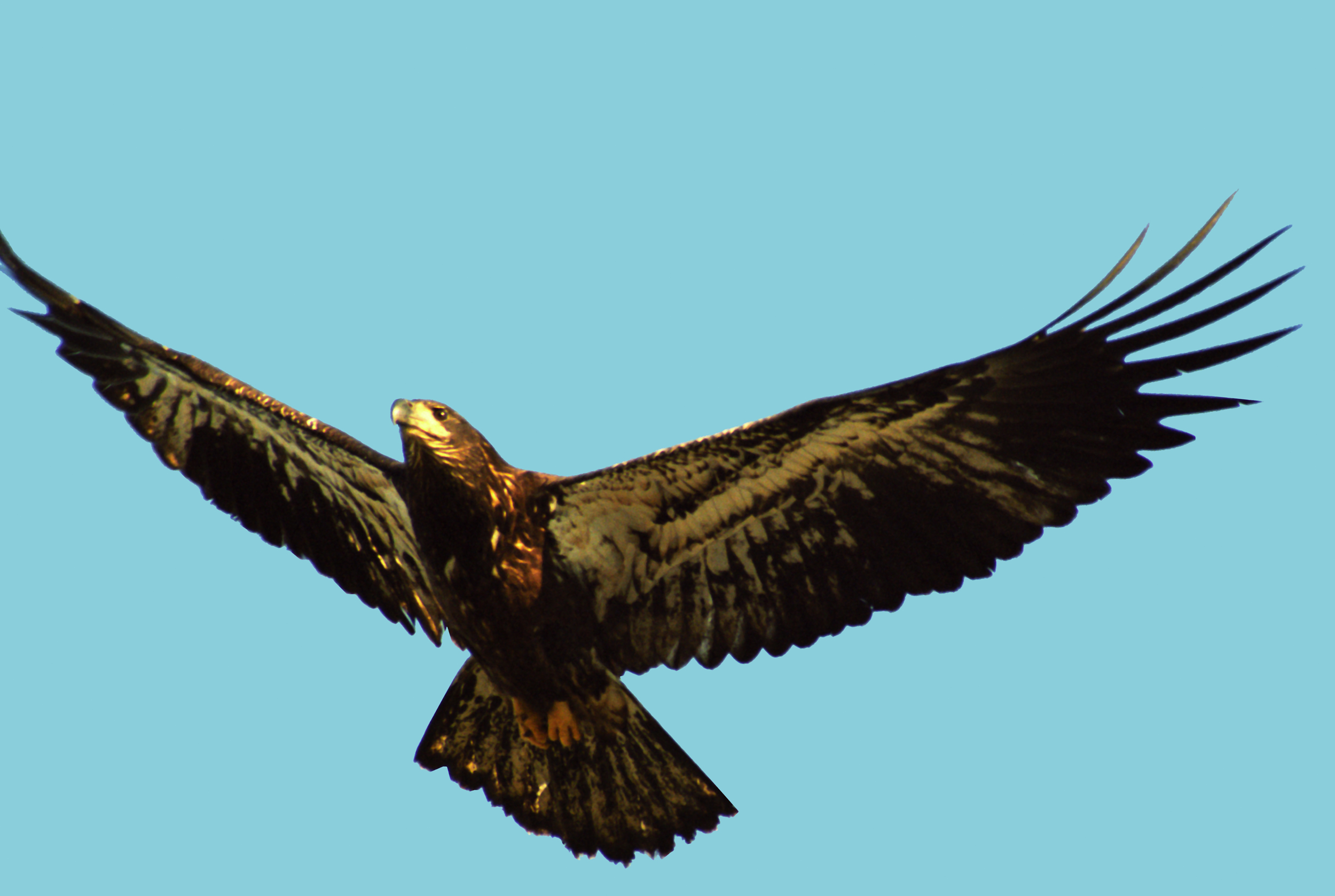
Nowo opierzony młodociany osobnik

Średnia długość życia bielików na wolności wynosi około 20 lat, przy czym najstarszy osobnik którego wiek został potwierdzony miał 38. W niewoli często żyją nieco dłużej. W jednym przypadku trzymany w niewoli osobnik z Nowego Jorku żył przez prawie 50 lat. Podobnie jak w odniesieniu do ich wielkości, wydaje się, że na średnią długość życia populacji bielika wpływa siedlisko i dostęp do pożywienia. Ponieważ nie są już tak mocno prześladowane, śmiertelność dorosłych jest dość niska. W jednym badaniu bielików z Florydy, dorosłe miały 100% roczny wskaźnik przeżywalności. W Zatoce Księcia Williama na Alasce, dorosłe osobniki miały roczny wskaźnik przeżywalności na poziomie 88%, nawet po wycieku ropy z Exxon Valdez, który niekorzystnie wpłynął na bieliki w okolicy. Spośród 1428 osobników, które zostały poddane sekcji przez National Wildlife Health Center w latach 1963–1984, 329 (23%) bielików padło z powodu urazu, głównie zderzenia z drutami i pojazdami; 309 (22%) padło w wyniku postrzału; 158 (11%) z powodu zatrucia; 130 (9%) od porażenia prądem; 68 (5%) z powodu uwięzienia; 110 (8%) z wycieńczenia i 31 (2%) z powodu choroby; przyczyna śmierci była nieokreślona w 293 (20%) przypadkach. W tym badaniu 68% przypadków śmierci było spowodowane przez człowieka. Obecnie uważa się, że strzelanie do bielików znacznie się zmniejszyło ze względu na nadanie statusu gatunku pod ochroną. W jednym przypadku dorosły bielik badający gniazdo sokoła wędrownego w poszukiwaniu zdobyczy doznał wstrząsu mózgu od uderzenia przez nurkującego sokoła i ostatecznie zmarł kilka dni później. Istnieje nagranie przedstawiające pumę płową (Puma concolor) zasadzającą się i zabijającą niedojrzałego bielika amerykańskiego, karmiącego się na szczątkach królika, chociaż ten film mógł zostać ustawiony.
Większość śmierci niezwiązanych z ludźmi dotyczy piskląt lub jaj. Około 50% bielików przeżywa pierwszy rok. Jednak w rejonie zatoki Chesapeake 100% z 39 oznakowanych piskląt przeżyło pierwszy rok. Czasami śmierć pisklęcia lub stłuczenie czy niewyklucie jaja, są spowodowane zawaleniem się gniazda, głodem, agresją rodzeństwa lub niekorzystną pogodą. Inną znaczącą przyczyną utraty jaj lub piskląt jest drapieżnictwo. Zaobserwowano że żerują na nich duże mewy, krukowate (w tym kruki, wrony i sroki), rosomaki (Gulo gulo), kuny (Martes pennanti), myszołowy rdzawosterne, sowy, orły, rysie rude (Lynx rufus), niedźwiedzie czarne (Ursus americanus) i szopy pracze. Jeśli dostęp do pożywienia jest ograniczony, czas przebywania rodziców w gnieździe może być krótszy, aby móc dłużej żerować; skutkuje to mniejszą ochroną gniazda. Pisklęta są zwykle chronione przed drapieżnictwem ze strony zwierząt lądowych, które słabo się wspinają, ale lisy polarne (Vulpes lagopus), od czasu do czasu podbierały pisklęta z gniazd naziemnych na wyspie Amchitka na Alasce, zanim zostały tam wytępione. Bielik będzie zaciekle bronił swojego gniazda przed wszystkimi drapieżnikami, a nawet odpierał ataki niedźwiedzi, o czym świadczy przypadek strącenia czarnego niedźwiedzia z drzewa, gdy ten próbował wspiąć się do piskląt.

## Rozród

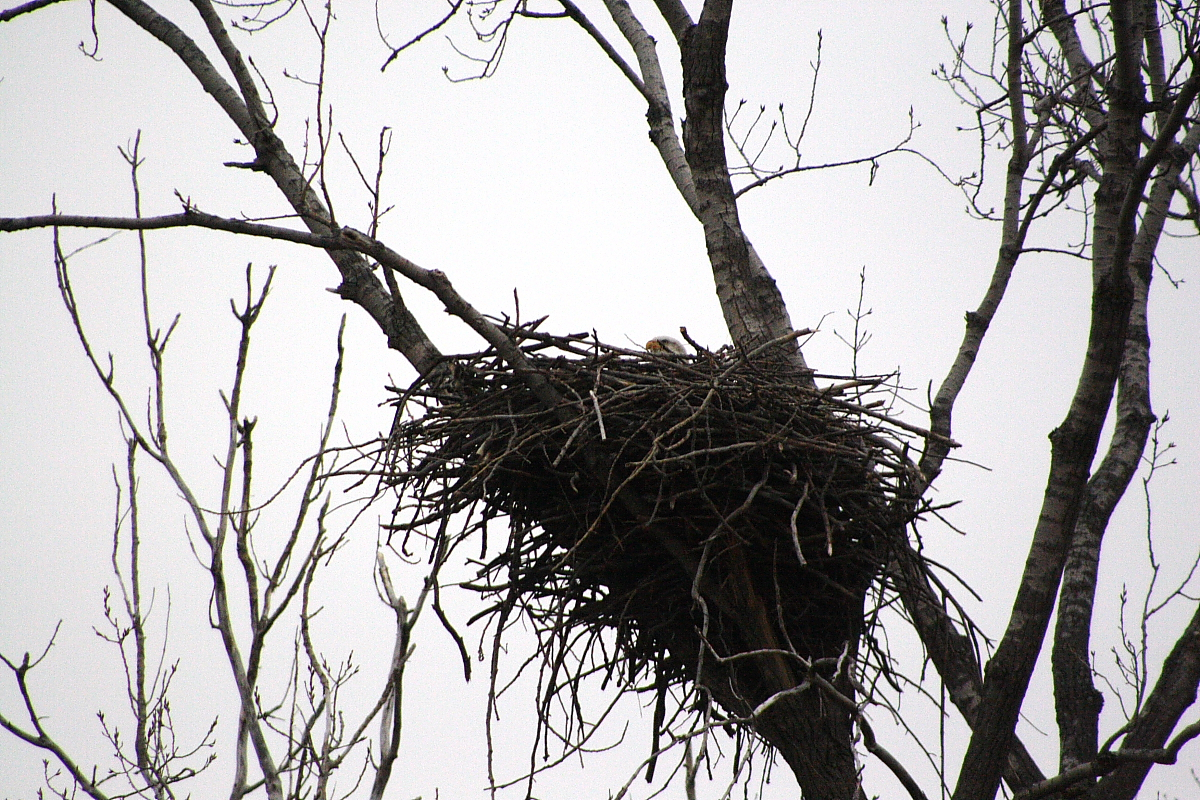
Gniazdo

Młode osiągają dojrzałość płciową w wieku czterech, pięciu lat. Gdy są już dorosłe często wracają na obszar, gdzie się wykluły. Uważa się, że bieliki amerykańskie tworzą pary na całe życie. Jednakże jeśli jeden z partnerów umrze albo zniknie, drugi wybiera nowego. Pary, które wielokrotnie nieskutecznie próbowały odchować młode, także mogą się rozejść. Zaloty bielików amerykańskich wiążą się ze skomplikowanymi nawoływaniami i popisami lotniczymi, które obejmują loty nurkowe, pościgi, kołowrotki (kiedy lecą wysoko) i swobodne spadanie kończone tuż przed zderzeniem z ziemią. Zazwyczaj terytorium bronione przez dojrzałą parę będzie mieć od 1 do 2 km siedliska nadbrzeżnego.
W porównaniu z większością innych ptaków drapieżnych, które najczęściej gniazdują w kwietniu lub maju, bieliki wcześnie odbywają lęgi: budowanie lub wzmacnianie gniazd odbywa się zwykle do połowy lutego, składanie jaj pod koniec lutego (na północy ziemię może pokrywać jeszcze śnieg), a inkubacja w połowie marca i na początku maja. Jaja wykluwają się od połowy kwietnia do początku maja, a młode pierzą się pod koniec czerwca do początku lipca. Gniazdo jest największym spośród wszystkich ptaków w Ameryce Północnej; jest używane wielokrotnie przez wiele lat, a każdego roku dodaje się więcej materiału i ostatecznie może być duże na 2,5 m wszerz i waży tonę; odnotowano, że jedno gniazdo na Florydzie ma 6,1 m głębokości, 2,9 metra wszerz i waży 2,7 tony. Jest to największe znane nadrzewne gniazdo, jakie kiedykolwiek odnotowano, dla dowolnego zwierzęcia. Gniazda są zwykle używane przez mniej więcej pięć lat, ponieważ albo spadają podczas burzy, albo łamią się gałęzie, podtrzymujące strukturę, co spowodowane jest ich samą masą. Jednak jedno gniazdo na środkowym zachodzie było użytkowane nieprzerwanie przez co najmniej 34 lata. Gniazdo zbudowane jest z gałęzi, zwykle na dużych drzewach w pobliżu wody. Podczas lęgów tam, gdzie nie ma drzew, bielik będzie gniazdować na ziemi, co zostało odnotowane głównie na obszarach w dużej mierze odizolowanych od drapieżników lądowych, takich jak wyspa Amchitka na Alasce.

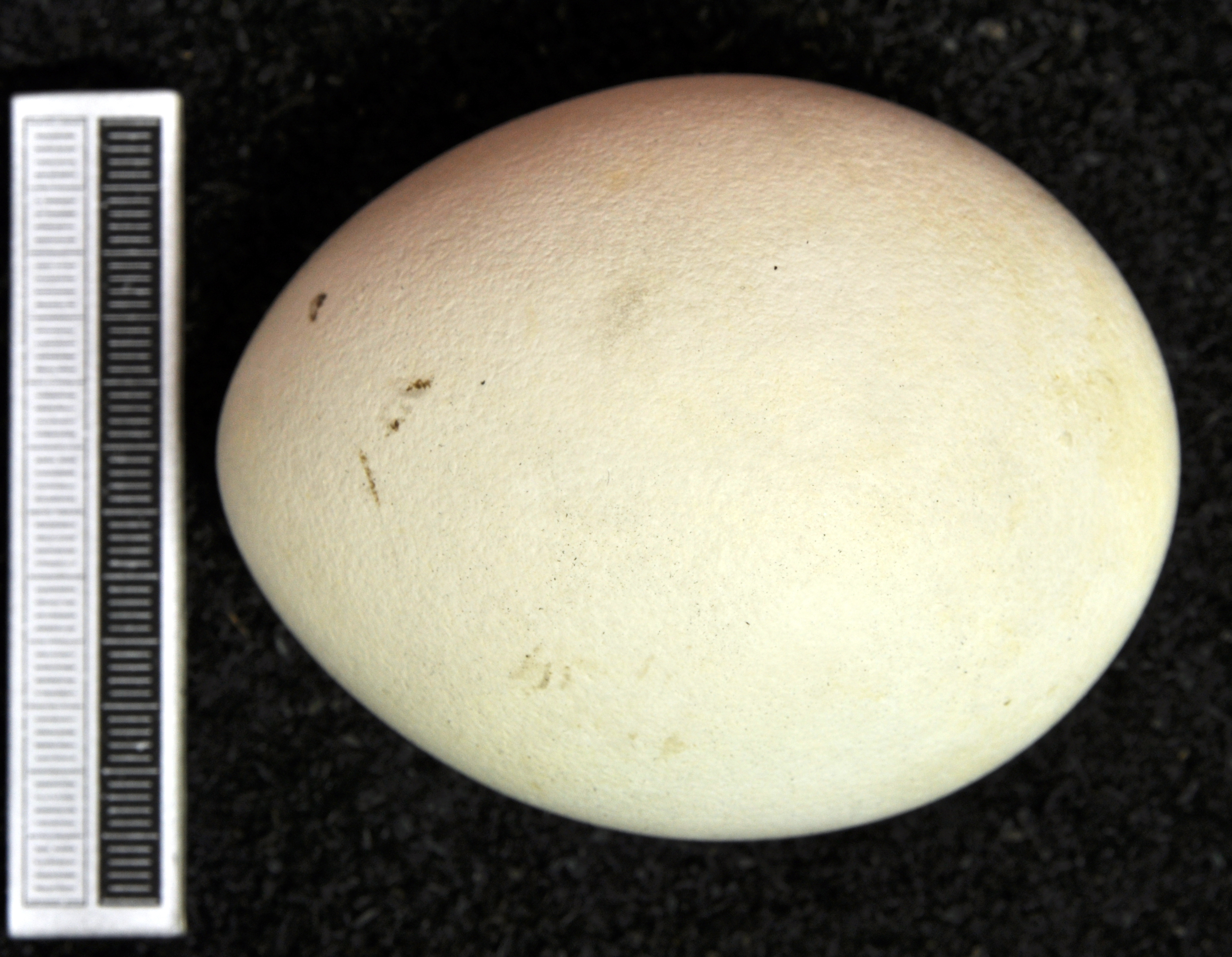
Jajo z kolekcji z Muzeum Wiesbaden w Niemczech.

W stanie Sonora w Meksyku obserwowano bieliki gniazdujące na kaktusach z gatunku Pachycereus pectinaboriginum. Gniazda położone na klifach i szczytach skalnych odnotowano w Kalifornii, Kansas, Nevadzie, Nowym Meksyku i Utah, ale obecnie widywane są tylko na Alasce i w Arizonie. Jaja mają średnio około 73 mm długości, zawierając się w zakresie od 58 do 85 mm i 54 mm szerokości, w zakresie od 47 do 63 mm. Masa jaj na Alasce wyniosła średnio 130 g, podczas gdy w Saskatchewan średnio 114,4 g. Podobnie jak w przypadku rozmiarów ciała, wielkość jaj ma tendencję do zwiększania się im dalej od równika. Bieliki znoszą od jednego do trzech jaj rocznie, zwykle są to dwa jaja. Rzadko w gniazdach znajdowano cztery jaja, ale mogą to być wyjątkowe przypadki poligynii. Ptaki w niewoli były w stanie znieść do siedmiu jaj. Rzadko zdarza się, aby wszystkie trzy pisklęta osiągnęły stadium pierzenia. Najstarsze pisklę często ma przewagę rozmiaru i głośniejszego wołania, co zwykle przyciąga uwagę rodziców. Czasami, jak odnotowano u wielu dużych ptaków drapieżnych, najstarsze rodzeństwo atakuje i zabija swoje młodsze, szczególnie na początku okresu lęgowego, kiedy różnice w rozmiarach są największe. Jednak prawie połowa bielików rodzi dwa młode (rzadziej trzy), w przeciwieństwie do innych gatunków ptaków drapieżnych, takich jak niektóre gatunki z rodzaju Aquila, w którym zwykle obserwuje się pierzenie dwóch młodych w mniej niż 20% gniazd, pomimo że zwykle składane są dwa jaja. Zarówno samiec, jak i samica na zmianę inkubują jaja, ale samica przez większość czasu. Na tym etapie, rodzic który nie inkubuje, będzie szukał pożywienia lub materiału do gniazdowania. Przez pierwsze dwa do trzech tygodni życia piskląt, co najmniej jeden z dorosłych ptaków przebywa w gnieździe przez prawie 100% czasu. Po pięciu do sześciu tygodniach obecność rodziców zwykle znacznie spada (często siedzą na pobliskich drzewach).

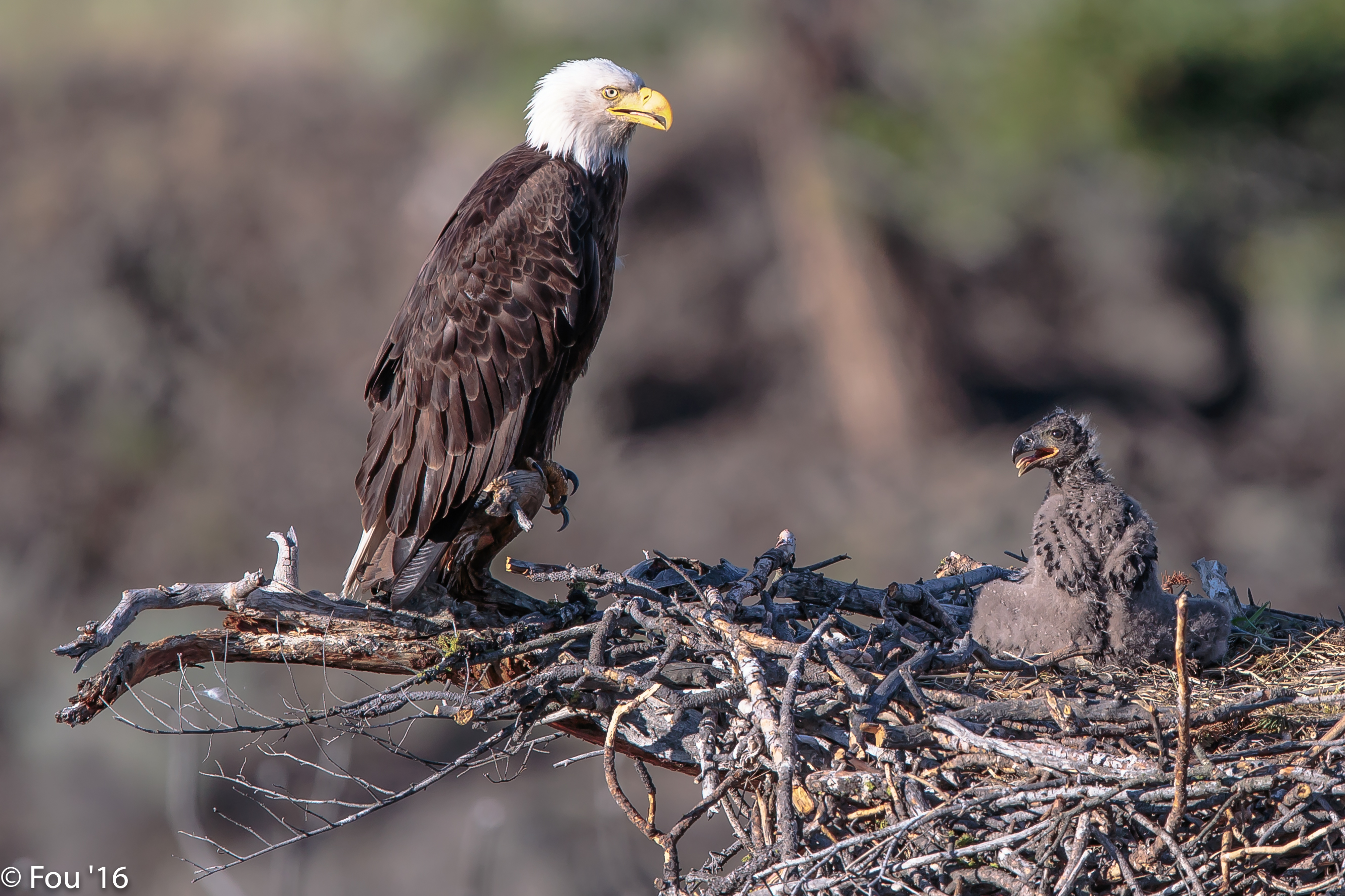
Dorosły bielik i pisklę

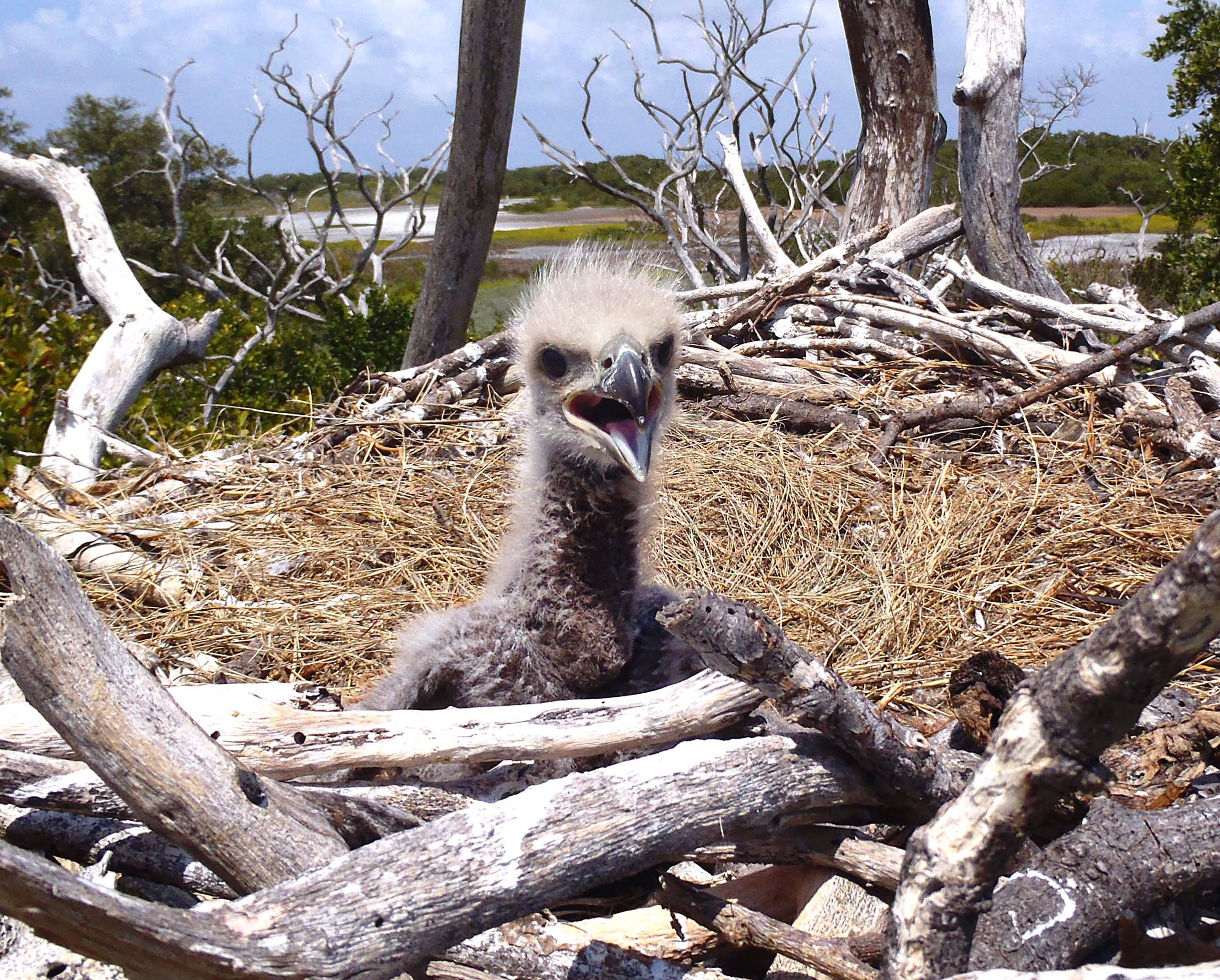
Pisklę w Parku Narodowym Everglades

Młody bielik może zyskiwać do 170 g wagi dziennie, co jest najszybszym wzrostem wśród wszystkich ptaków Ameryki Północnej. Młode ptaki podnoszą patyki i manipulują nimi, grają ze sobą w „przeciąganie liny”, ćwiczą utrzymywanie przedmiotów w szponach, rozciąganie i machanie skrzydłami. Po ośmiu tygodniach młode są wystarczająco silne, aby trzepocząc skrzydłami, unieść stopy i wzbić się w powietrze. Młode są całkowicie upierzone między 8. a 14. tygodniem życia, ale pozostają blisko gniazda i pod opieką rodziców przez następnych 6 tygodni. Młode bieliki odseparowują się od rodziców po około 8 tygodniach po przejściu pierzenia. Różnice w czasie wylotu wiążą się z płcią i kolejnością wylęgu, która ma wpływ na wzrost i rozwój. Przez następne cztery lata niedojrzałe bieliki wędrują daleko w poszukiwaniu pożywienia, aż osiągną upierzenie dorosłych i będą mogły się rozmnażać. Dodatkowo, jak pokazuje przykład pary bielików z Shoal Harbour Migratory Bird Sanctuary położonym niedaleko Sydney w Kolumbii Brytyjskiej w dniu 9 czerwca 2017 r., odnotowano że bieliki amerykańskie czasami mogą zaadaptować inne młode ptaki drapieżne do swojego gniazda. Para orłów, o których mowa, przeniosła myszołówa rdzawosternego do swojego gniazda, po czym pisklę zostało przyjęte do rodziny zarówno przez dorosłe ptaki, jak i trzy młode bieliki. To, czy pisklę przeżyje, pozostawało w tamtym czasie zagadką, ponieważ młode bieliki amerykańskie są znane z zabijania słabszego rodzeństwa. Jednak agresja jaką wykazują myszołowy mogła zapewnić mu przetrwanie, ponieważ ptaki te są dobrze znane ze swojej zdolności do skutecznej obrony przed atakami drapieżnych ptaków. Jednak sześć tygodni później odkryto, że myszołów, nazywany przez biologów monitorujących gniazdo „Spunky”, dorósł i uczy się polować, co oznacza, że udało mu się przetrwać.

## Status, zagrożenia i ochrona
Bielik amerykański był niegdyś gatunkiem powszechnym na dużej części kontynentu amerykańskiego. Jednak w XX wieku jego populacja została dotknięta przez choroby, które wywołane były przez różnorodne czynniki. Szczególnie groźna przypadłość, skutkująca kruchością skorupek jaj tych ptaków, została przypisana wykorzystywaniu pestycydu DDT. Bieliki amerykańskie, jak wiele innych ptaków drapieżnych, były szczególnie dotknięte DDT. Środki przeciw owadom, rozpylane nad polami, pod wpływem deszczów przesiąkały do ekosystemów wodnych. Za pośrednictwem łańcucha pokarmowego pestycydy z planktonu i mniejszych ryb dostawały się do większych i gromadziły w tysiąckrotnie wyższych dawkach. Na końcu łańcucha pokarmowego stały bieliki amerykańskie. Jednak dawki DDT zgromadzone w ich organizmach były już zbyt duże. Zatrucia chemikaliami spowodowały, że w ciałach tych orłów brakowało wapnia, potrzebnego do wytworzenia grubej skorupy jaj. Cienkie skorupki nie wytrzymywały ciężaru wysiadujących je ptaków, które rozgniatały jaja.
We wczesnych latach XVIII wieku populację bielików amerykańskich szacowano na 300–500 tysięcy osobników, ale w 1950 zostało tylko 412 gniazdujących par w 48 kontynentalnych stanach USA. Innymi czynnikami zanikania ich populacji było zmniejszanie się ich naturalnego siedliska i tępienie ptaków, które przedstawiano jako „wiodący powód bezpośredniej śmiertelności u zarówno dorosłych, jak i niedojrzałych osobników bielików amerykańskich” w raporcie zamieszczonym w Endangered Species Technical Bulletin z 1978 roku. W 1984, National Wildlife Federation zapisała polowania, linie wysokiego napięcia (ze względu na śmiertelne porażenia prądem elektrycznym) i zderzenia w locie, jako główne powody śmierci orła. Na populacje bielika amerykańskiego negatywny wpływ miały także zanieczyszczenia olejami, ołowiem i rtęcią oraz człowiek i drapieżniki.

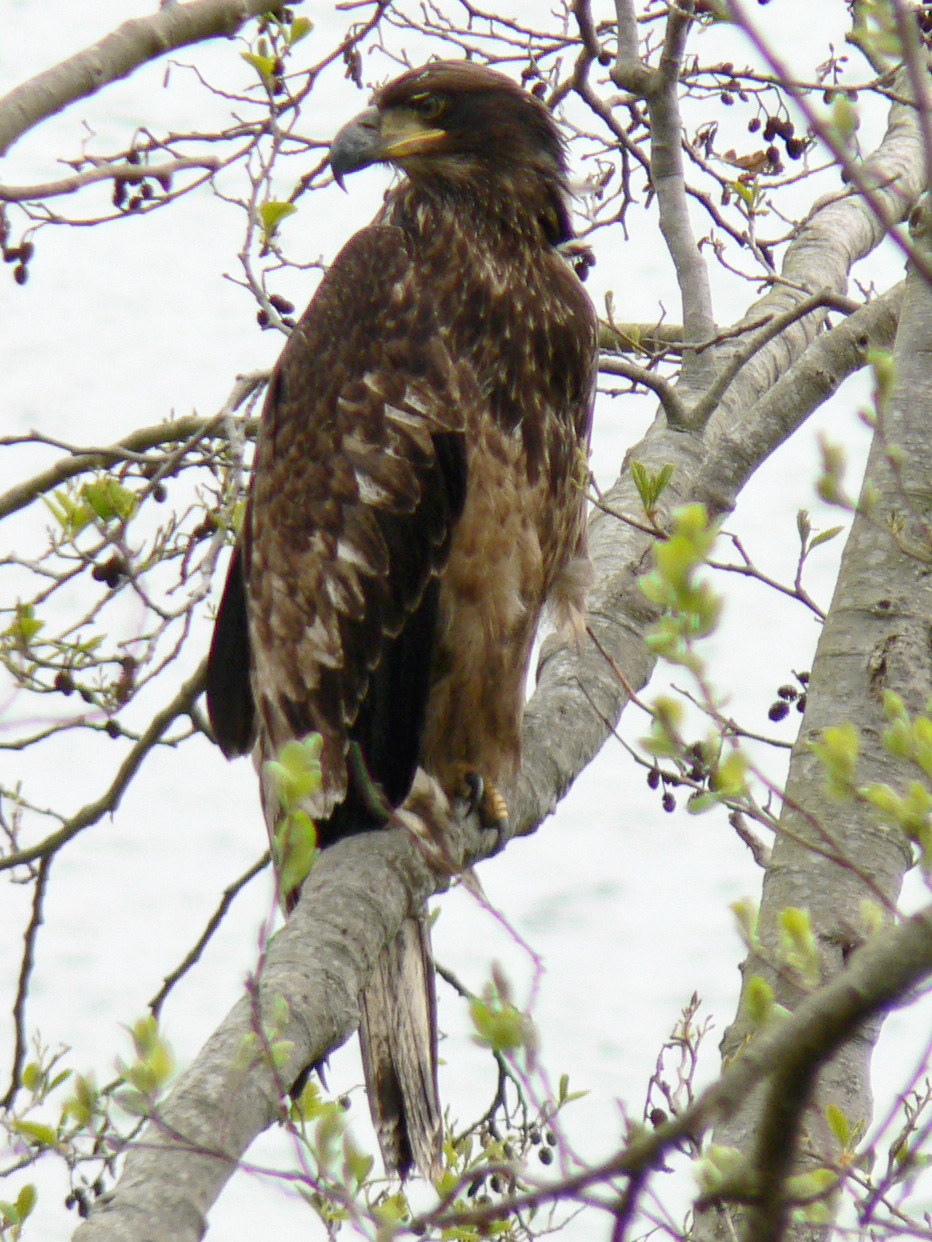
Młody osobnik (1 rok)

Gatunek był początkowo chroniony w USA i Kanadzie przez Migratory Bird Treaty Act z 1918 r., która zabraniała ścigania, polowania, łapania, trzymania w niewoli, zabijania lub sprzedawania tego gatunku (i około 800 innych). Od 1936 r. został objęty ochroną w Meksyku, przez co był odtąd chroniony w całej Ameryce Północnej. W 1940 r. w USA weszła w życie Ustawa o ochronie bielika amerykańskiego, która chroni przed łapaniem w pułapki, posiadaniem oraz handlem dwa gatunki ptaków – bielika amerykańskiego i orła przedniego. Bielika amerykańskiego ogłoszono w USA gatunkiem zagrożonym w 1967 r., a między 1962 i 1972 r. wprowadzono dalsze ograniczenia w wykorzystaniu tego ptaka w handlu. W 1972 r. w Stanach Zjednoczonych zabronione zostało stosowanie DDT. Używanie DDT zostało całkowicie zakazane w Kanadzie w 1989, choć jego wykorzystywanie było ograniczone już od 1970.
Kiedy przepisy dotyczące stosowania DDT zmieniły się, populacja orła wróciła do normy. Bielik amerykański jest dziś spotykany w znacznej części Stanów Zjednoczonych i w Kanadzie, szczególnie blisko dużych zbiorników wodnych. Na początku roku 1980 szacowana ogólna liczba osobników wynosiła 100 tys. ptaków, natomiast w 1992 r. od 110 do 115 tysięcy. W USA stanem z największą stałą populacją jest Alaska, gdzie występuje około 40–50 tys. ptaków. Druga pod względem wielkości populacja znajduje się w kanadyjskiej prowincji Kolumbii Brytyjskiej – 20–30 tys. ptaków w 1992 r.
Bielik amerykański został oficjalnie zdjęty z listy gatunków zagrożonych rządu federalnego USA 12 lipca 1995 r. przez U.S. Fish and Wildlife Service, gdy gatunek przeklasyfikowano z rangi „Endangered” (zagrożony wyginięciem) na „Threatened” (narażony na wyginięcie). 6 lipca 1999 r. zapoczątkowana została inicjatywa, by usunąć bielika amerykańskiego z listy gatunków zagrożonych na terenie 48 stanów USA. Ptak został ostatecznie zdjęty z tej listy 28 czerwca 2007 r.
W Czerwonej księdze gatunków zagrożonych IUCN od 1988 r. jest klasyfikowany jako „gatunek najmniejszej troski” (LC – Least Concern). Bielik jest także chroniony przez „Konwencję o międzynarodowym handlu dzikimi zwierzętami i roślinami gatunków zagrożonych wyginięciem” (ang. Convention on International Trade in Endangered Species of Wild Fauna and Flora, CITES).

### Podgatunki
Istnieją dwa poznane podgatunki bielika amerykańskiego.
| Wyróżniane podgatunki                                       | Wyróżniane podgatunki | Wyróżniane podgatunki |
| ----------------------------------------------------------- | --- | --------------------- |
| H. l. leucocephalus (Linnaeus, 1766 Syst.Nat.ed.12, p. 124) | H. l. leucocephalus jest podgatunkiem nominatywnym – został wydzielony od podgatunku H. l. alascanus na podstawie obszaru występowania – na południe od równoleżnika 38°N. Spotykany głównie w południowej części Stanów Zjednoczonych i w Kalifornii Dolnej w Meksyku.                                                                 |                       |
| H. l. washingtoniensis (Audubon, 1827 BirdsAm. 1 pl.11)     | H. l. washingtoniensis, synonim H. l. alascanus – C.H. Townsend, 1897. Północny podgatunek jest większy niż występujący na południu nominatywny H. I. leucocephalus. Spotykany na północy Stanów Zjednoczonych, w Kanadzie i na Alasce. Poniżej 38° N występuje na wschodnim wybrzeżu USA, na przylądku Hatteras w Karolinie Północnej. |                       |

## Bielik amerykański w kulturze człowieka

### W niewoli

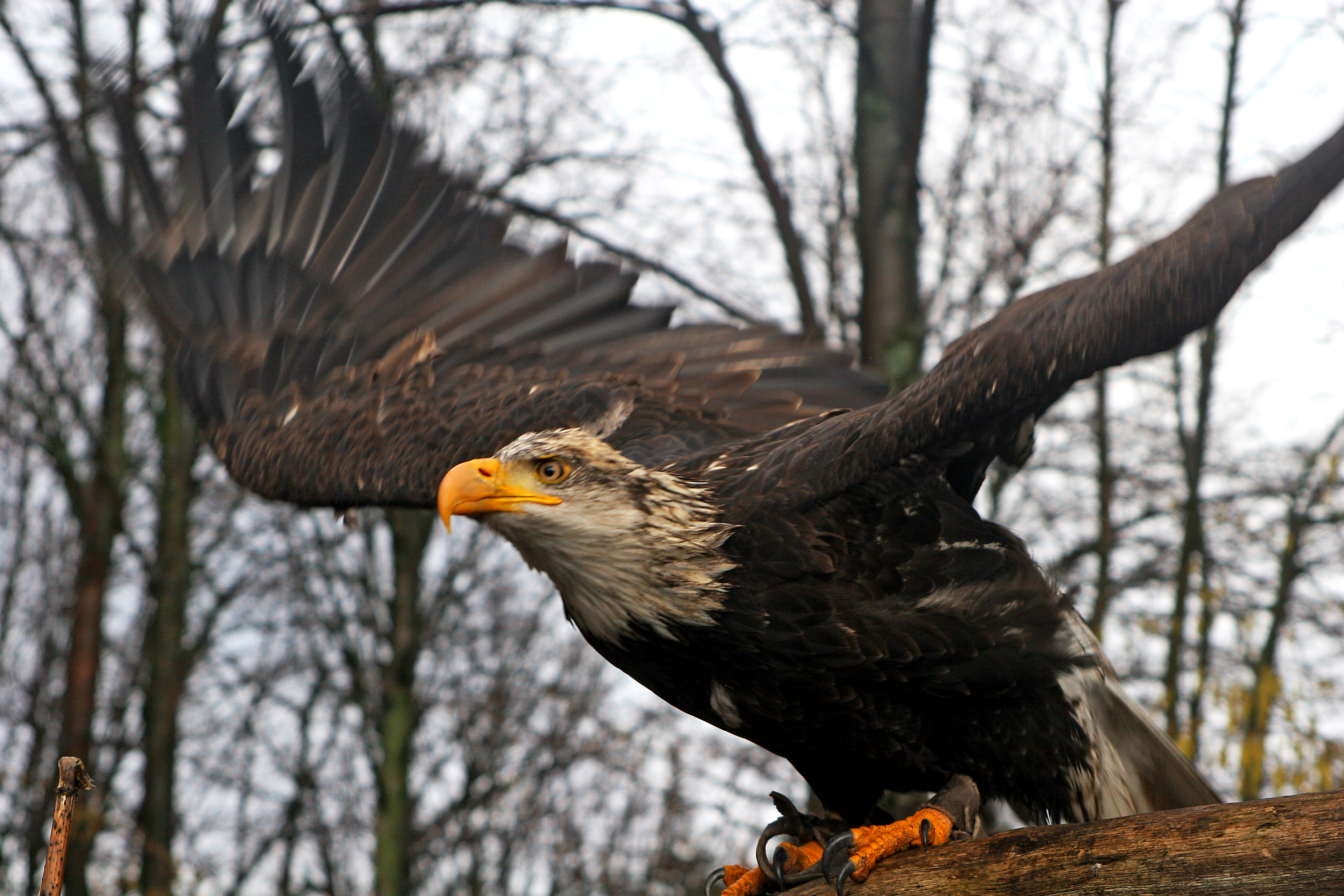
Bielik używany w sokolnictwie

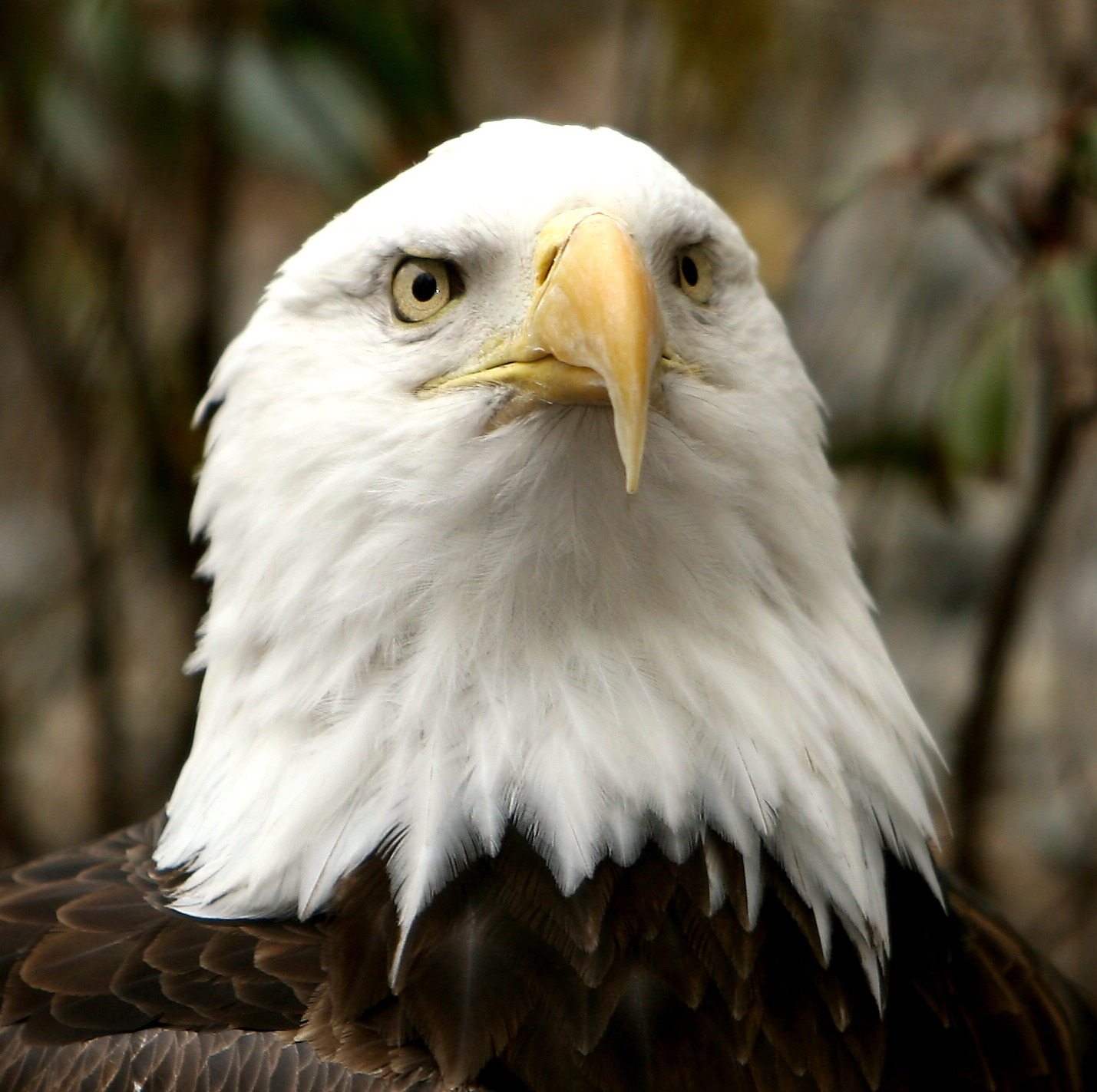
W National Zoo, Waszyngton, USA

W Stanach Zjednoczonych na trzymanie bielików amerykańskich w niewoli konieczne jest zezwolenie. Wydaje się je głównie placówkom oświatowym, a trafiają tam zazwyczaj bieliki trwale niepełnosprawne, które nie poradziłyby sobie na wolności. Obiekty, w których są hodowane, muszą posiadać odpowiednie klatki oraz doświadczonych pracowników, którzy umieją obchodzić się z ptakami.
W Polsce warunki hodowli i utrzymywania bielika szczegółowo określa rozporządzenie Ministra Środowiska z dnia 20 grudnia 2004 r. (wydane na podstawie Ustawy o ochronie przyrody), w którym zawarto m.in. konieczność zapewnienia gatunkom z rodziny jastrzębiowatych (Accipitridae) dostosowanego rozmiarowo pomieszczenia w ogrodach zoologicznych (dla dorosłej samicy bielika amerykańskiego jest to zwykle 5 m²).
Bieliki amerykańskie z reguły nie nadają się do publicznych widowisk, ponieważ są zbyt płochliwe, podatne na stres oraz nieprzewidywalne. W Stanach Zjednoczonych bieliki amerykańskie nie mogą być hodowane dla sokolnictwa. W Kanadzie wymagane jest do tego pozwolenie.
Zezwolenie na trzymanie w niewoli „w celach religijnych” orłów niezdolnych do życia na wolności mogą uzyskać też członkowie północnoamerykańskich plemion Indian. Używają oni piór, które wypadły w sposób naturalny, oraz szczątków padłych orłów (pióra, głowa, kości) podczas ceremonii o charakterze religijnym i kulturowym.
Bielik amerykański może żyć długo w niewoli (patrz sekcja: Długość życia), jeśli zaadaptuje się do warunków przetrzymywania, ale może też chorować nawet w teoretycznie najbardziej odpowiednim miejscu.

### Rola w kulturze Indian Ameryki Północnej

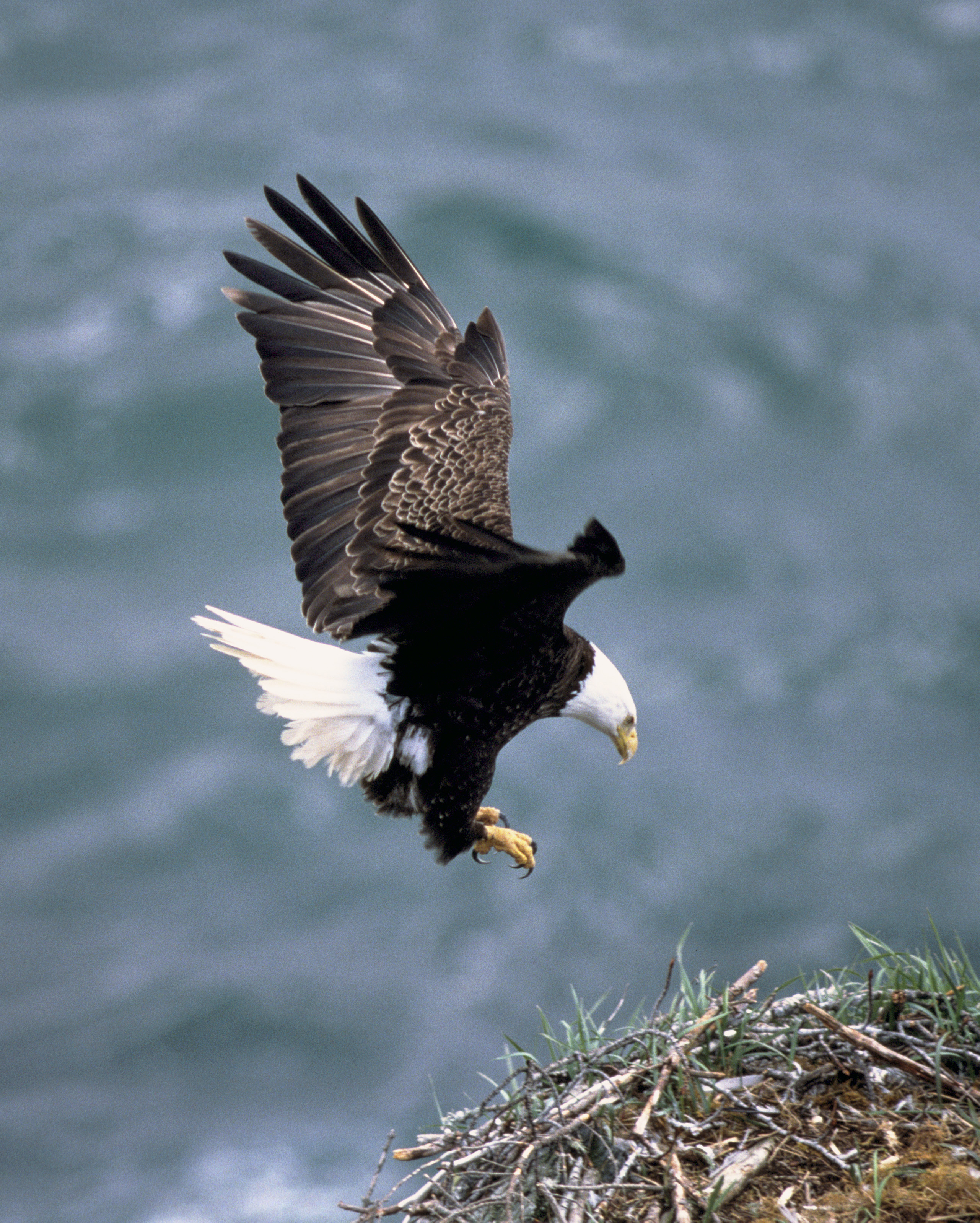
Dorosły osobnik lądujący na gnieździe

Bielik amerykański jest świętym ptakiem w niektórych kulturach tubylczych Ameryki Północnej, a jego pióra, podobnie jak pióra orła przedniego, są jednymi z centralnych elementów religii i duchowych obrzędów Indian Ameryki Północnej. Ptaki te w wielu kulturach Indian są świętymi posłańcami między bogami a ludźmi.
Wielu uczestników pow-wow używa piór, głów i szponów tych bielików jako elementów ozdobnych strojów tanecznych. Pióra bielika amerykańskiego są często używane w tradycyjnych indiańskich ceremoniach, strojach i ozdobach, w tym do wyrobu wachlarzy, rozet z piór noszonych w tylnej części pasa podczas niektórych tańców pow-wow czy pióropuszy.
Tradycją plemienia Dakotów jest ofiarowywanie pióra orła, jako formy uhonorowania lub nagrodzenia kogoś. Współcześnie wręcza się je za różne osiągnięcia życiowe, np. z okazji ukończenia college’u.
Paunisi uważali bieliki za symbol płodności, gdyż ich gniazda są budowane wysoko nad ziemią, a ptaki te zaciekle bronią swojego potomstwa. Członkowie plemienia Kwakwala rozrzucali orli puch na powitanie ważnych gości. Dla Czoktawów bielik jest symbolem pokoju.
Podczas dorocznej ceremonii religijnej Tańca Słońca, praktykowanej przez niektórych Indian (głównie z Wielkich Równin), bielik ten obecny jest symbolicznie na kilka sposobów. W rozwidleniu centralnego słupa obszernej altany, w której zazwyczaj odbywa się taniec, budowane jest symboliczne gniazdo, a niektóre plemiona (np.: Szoszoni czy Wrony) umieszczają przy nim (lub u wejścia do altany) wypchanego orła. Tancerze używają obrzędowego gwizdka zrobionego z kości orlego skrzydła i skupiają swój wzrok na symbolicznym gnieździe bielika – „wodza wszystkich stworzeń powietrza” i „strażnika, który chroni ludzi przed złem”, „posłańca Słońca”, który „może posiadać dar uzdrawiania”. Podczas ceremonii medicine man może uzdrawiać chorych za pomocą wachlarza z piór bielika. Dotykając wachlarzem najpierw obrzędowego słupa centralnego, a następnie pacjenta, przekazuje mu „moc” płynącą ze słupa. Następnie medicine man kieruje wachlarz ku niebu, by bielik mógł zanieść modlitwy o chorego do Stwórcy.
Amerykańskie przepisy federalne o ochronie ptaków drapieżnych i wędrownych (zwane „prawem o orlich piórach”, ang. Eagle feather law) zezwalają na pozyskiwanie piór bielika amerykańskiego lub orła przedniego w celach religijnych lub duchowych jedynie Indianom z plemion uznawanych przez władze federalne. Niektóre grupy północnoamerykańskich Indian kwestionują konstytucyjność tych przepisów uznając, iż ograniczają one ich wolność religii gwarantowaną przez Pierwszą Poprawkę do Konstytucji Stanów Zjednoczonych. Niektórzy twierdzą też, że przepisy te ograniczają wolność religii członkom plemion nie uznawanych przez władze federalne USA (ale np. uznanych przez władze jednego ze stanów). Prawo o orlich piórach bywa też krytykowane za stosowanie preferencji opartych na kryteriach rasowych i ingerowanie w suwerenność plemion.

### Jako symbol Stanów Zjednoczonych
Bielik amerykański jest symbolem narodowym Stanów Zjednoczonych. To jeden z najbardziej rozpoznawalnych państwowych symboli. Pojawia się na większości oficjalnych pieczęci, w tym na Wielkiej Pieczęci Stanów Zjednoczonych.
Obowiązujący do dziś wzór Wielkiej Pieczęci Stanów Zjednoczonych, przedstawiający bielika amerykańskiego trzymającego w szponach trzynaście strzał i gałązkę oliwną z trzynastoma liśćmi został przyjęty przez Kongres Kontynentalny 20 czerwca 1782.

Pieczęć prezydenta Stanów Zjednoczonych

Po zakończeniu (w 1783) wojny o niepodległość, Benjamin Franklin w 1784 napisał z Paryża do córki list, w którym skrytykował wybór bielika amerykańskiego na symbol USA i zasugerował indyka, jako lepszy symbol amerykańskich wartości. Przedstawił w nim bielika jako „ptaka o kiepskim charakterze moralnym”, który jest „zbyt leniwy, by samemu łowić ryby”, co nawiązywało do okradania przez niego rybołowów z pożywienia. Nazwał również bielika „kompletnym tchórzem”, którego łatwo przegonią z dogodnego miejsca znacznie mniejsze tyrankowate. W liście Franklin napisał, że indyk to „dużo bardziej przyzwoity ptak”, opisując go: „trochę próżny i głupi [ale] Ptak Odwagi”.
Bielik amerykański pozostał jednak godłem Stanów Zjednoczonych. Został też umieszczony na państwowych pieczęciach oraz na rewersie kilku monet (w tym na ćwierćdolarówce bitej do 1999), gdzie przedstawiono go z głową skierowaną w stronę gałązki oliwnej. Między 1916 a 1945 Flaga Prezydencka ukazywała bielika zwróconego głową w lewą stronę (prawą dla widza), co zrodziło legendę miejską, że bielik zwrócony był w kierunku gałązki oliwnej w czasie pokoju, natomiast w czasie wojny w kierunku strzał.

### Heraldyka Filipin
Na Wielkiej Pieczęci Stanów Zjednoczonych wzorowane jest godło Filipin. W okresie kiedy Filipiny były kolonią Stanów Zjednoczonych (1898–1946), godło i inne znaki państwowe były w obu państwach wspólne od 1935 do 1946. Na godle niepodległych Filipin od 1946 bielik amerykański zajmował miejsce na lazurowym lub niebieskim tle po lewej stronie tarczy, a hiszpański lew stojący umieszczany był na czerwonym lub szkarłatnym tle po prawej stronie tarczy, co miało symbolizować kolonialną historię Filipin. W 1998 przyjęto ustawę nr 8491, w treści której nie uwzględniono orła i lwa w dolnej części tarczy, usuwając je z niej. Jednak zmodyfikowana tarcza nie jest popularna, ponieważ zgodnie z Konstytucją Filipin zmiana ta musi zostać ratyfikowana w drodze referendum.